# Divinità della mitologia greca
Il seguente elenco riassume gli dèi e le dee della religione dell'antica Grecia e altre figure divine o semi-divine della mitologia greca.

## Immortali

### Dèi e dee maggiori
| Divinità | Descrizione |
| -------- | --- |
|          | Ade (ᾍδης, Hádēs) / Plutone Re del mondo sotterraneo, dei morti, del rimorso e del rancore. Sua moglie è Persefone. I suoi simboli o attributi sono lo scettro, il trono, un vaso (un cantaro o una patera), l'elmo ricevuto in dono dai ciclopi con il dono dell'invisibilità nelle ombre, una pelliccia di lupo e il cane a tre teste Cerbero. Animali a lui sacri sono il lupo, il serpente e il gufo. Era uno dei tre figli di Crono e Rea che, nella spartizione dei tre regni fra i tre fratelli (Poseidone, Zeus e Ade), ottenne quello degli inferi. Come divinità ctonia, comunque, il suo posto nell'Olimpo è ambiguo. Secondo la maggior parte delle tradizioni Zeus gli vietò l'accesso sull'Olimpo. Nelle religioni misteriche e nella letteratura ateniese appare con il nome di Plutone (Πλούτων, "il ricco"), e il nome Ade o Averno è dato al suo regno. I romani lo tradussero infatti come Plutone o anche Dis Pater (Dite). |
|          | Afrodite (Ἀφροδίτη, Aphrodìtē) / Venere Dea dell'amore, della bellezza, del desiderio, della fertilità e del piacere carnale. Benché sposata con Efesto, aveva diversi amanti, tra i quali i più noti sono Ares, Adone, e Anchise. Fu rappresentata sempre come una bella donna ed è la dea che più spesso appare nuda o seminuda. I poeti ne apprezzano il sorriso e il riso. Tra i suoi simboli troviamo le rose e altri fiori, le conchiglie, la madreperla, e il mirto. Gli animali a lei sacri erano le colombe e i passeri. La sua corrispondente nella mitologia romana è Venere. |
|          | Apollo (Ἀπόλλων, Apóllōn) Dio della musica, del sole, delle arti, della conoscenza, della cura, della profezia, della bellezza maschile, del tiro con l'arco e della luce. È il figlio di Zeus e Leto e ha una sorella gemella, Artemide. Come fratello e sorella vennero identificati con il sole e la luna ed entrambi usavano archi e frecce. In miti più antichi è in competizione con Ermes, suo fratellastro. Nelle sculture è rappresentato come un ragazzo molto bello, senza barba e con lunghi capelli, dal fisico ideale. Essendo perfezionista poteva essere crudele e distruttivo, e i suoi amori sono raramente felici. Per esempio, l'inutile corteggiamento della ninfa Dafne, entrambi vittime di Eros che aveva colpito lui con una freccia d'amore (per punirlo della sua vanità) e lei con una d'odio. Lei venne trasformata in lauro e perciò Apollo ne adorava le foglie e spesso le indossa (le corone di alloro, che venivano anche indossate dagli atleti greci), portando anche una lira. Spesso appare in compagnia di muse. Gli animali a lui sacri includono il capriolo, i cigni, le cicale, i falchi, i corvi, le volpi, i topi, i lupi e i serpenti. Anche nella mitologia romana era chiamato Apollo. |
|          | Ares (Ἄρης, Árēs) / Marte Dio della guerra, dello scompiglio, dello spargimento di sangue e della violenza. Figlio di Zeus e Era, era rappresentato come un giovane senza barba, spesso con un elmo o una lancia o una spada, nudo o vestito da guerriero. Omero lo descrive come inaffidabile, umorale, sanguigno, in contrasto con Atena, che in guerra ha invece strategia e capacità di controllo. Gli animali a lui sacri sono l'avvoltoio, il serpente velenoso, il cinghiale e i corvi che facevano la guardia al suo tempio. Il suo corrispondente romano è Marte, che però era visto come progenitore della gente di Roma, e rappresentato in genere più adulto. |
|          | Artemide (Ἄρτεμις, Ártemis) / Diana Dea vergine della caccia, del selvaggio, degli animali, della foresta, e della luna, protettrice delle fanciulle, delle vergini e del parto senza dolore. In tempi successivi è stata associata con l'arco e le frecce. Era figlia di Zeus e Leto, ed era sorella gemella di Apollo. È spesso rappresentata come donna giovane, mentre indossa un corto chitone la cui gonna arriva sopra le ginocchia, e ha con sé un arco e una faretra. I suoi simboli includono lance da caccia, una mezza luna al capo, pellicce, cervi e altri animali selvaggi. Gli animali a lei sacri, oltre al cervo, comprendono orsi, cinghiali, cani e altri animali di bosco. Il suo corrispondente romano è Diana. |
|          | Atena (Ἀθηνᾶ, Athēnā̀) / Minerva Dea vergine dell'intelligenza, della pace, delle arti manuali, della strategia militare (ovvero l'aspetto più nobile della guerra, contrario ad Ares, il quale si occupava degli aspetti più brutali e malvagi), dei manufatti e della saggezza. Secondo la maggior parte delle tradizioni è nata dalla testa di Zeus, già formata e armata. Veniva rappresentata con un elmo con cimiero, armata di scudo e spada, con un'egida sopra una veste lunga. Dea "dagli occhi glauchi" (azzurri, lucenti), o comunque dotati di luce speciale e lampi di astuzia. Proteggeva eroi greci come Odisseo o Diomede e la città di Atene (chiamata così in suo onore). I suoi simboli sono l'olivo e la civetta. La corrispondente dea romana è Minerva. |
|          | Demetra (Δημήτηρ, Dēmḕtēr) / Cerere Dea dei cereali, della flora, dell'agricoltura, del raccolto, della crescita e della nutrizione. È figlia di Crono e Rea e sorella di Zeus, dal quale ebbe Persefone. Era una delle divinità maggiori dei misteri eleusini, dove il suo potere sul ciclo della vita delle piante simbolizza il passaggio dell'anima umana dalla vita all'oltretomba. Era rappresentata come una donna matura, spesso con una corona, un fascio di graminacee e una torcia. I suoi simboli sono la cornucopia, la spiga, il serpente alato, e il loto con il fusto. Gli animali a lei sacri sono i maiali e i serpenti. La corrispondente divinità romana è Cerere. |
|          | Dioniso (Διόνυσος, Diónysos) / Bacco Dio del vino, delle feste, della follia, del caos, dell'ubriachezza, delle droghe e dell'estasi. L'origine viene dall'antica Chios, che era la sua casa. È stato rappresentato come un vecchio con la barba o un fanciullo carino ed effeminato, dai capelli lunghi. I suoi simboli includono un tirso (bastone con in cima una pigna), una coppa per bere, grappoli d'uva e una corona di edera. È spesso in compagnia di un tiaso, una processione di assistenti che includono satiri, menadi (o baccanti), e il suo tutore sileno. Secondo alcune versioni, sua moglie era Arianna, abbandonata da Teseo sull'isola di Nasso e ritrovata dal dio. Gli animali a lui sacri erano i delfini, le tigri, i ghepardi, gli asini e i serpenti. Essendo nato mortale, anche se figlio di Zeus, per aver inventato il vino gli dèi decidono di ricompensarlo concedendogli un trono sull'Olimpo, dove sostituirà Estia. Un altro suo nome era Bacco, con il quale verrà ripreso tra i romani. |
|          | Efesto (Ἥφαιστος, Hḕphaistos) / Vulcano Dio del fuoco, della metallurgia, e dell'artigianato. Figlio di Zeus ed Era, o di lei soltanto, è il fabbro degli dèi, marito di Afrodite. In genere rappresentato come uomo con la barba, un martello, un'incudine o delle tenaglie, a volte a cavallo di un asino. Gli animali a lui sacri erano appunto l'asino, ma anche il cane da guardia e la gru. Tra le sue creazioni c'erano le armi di Achille. Se nella mitologia greca Efesto usava il fuoco come forza creativa, presso i romani era un dio più terribile, con poteri distruttivi e associato ai vulcani, come anche il suo nome romano Vulcano attesta. |
|          | Era (Ἥρα, Hḕrā) / Giunone Regina degli dèi e dea del matrimonio, delle donne adulte, dell'eredità, dei re e degli imperi. È la moglie e sorella di Zeus, figlia di Crono e Rea. Veniva in genere rappresentata in atteggiamento regale, in età adulta, indossante un diadema e un velo coprente la testa, a volte con in mano un fusto di loto. Benché fosse la dea del matrimonio, Zeus le era molto infedele e questo le procurava gelosia e sete di vendetta. Per esempio quando lui la tradì con Alcmena, dalla quale nacque Eracle, lei perseguitò quest'ultimo con le fatiche e alla fine lo fece impazzire. Un altro racconto dice invece che lo adottò e lo nutrì. Gli animali a lei sacri erano la vacca, il pavone e il cuculo. A Roma era conosciuta come Giunone. |
|          | Ermes (Ἑρμῆς, Hermḕs) / Mercurio Dio dei confini, dei viaggi, delle comunicazioni, degli scambi commerciali, dei linguaggi e della scrittura, protettore dei viandanti, dei vagabondi e viaggiatori. Figlio di Zeus e Maia, era il messaggero degli dèi e uno psicopompo che accompagnava le anime dei trapassati nell'aldilà. Era rappresentato come un giovane atletico senza barba, ma anche come un vecchio barbuto dotato di un fallo enorme. I suoi simboli includono un caduceo, sandali con le ali, un petaso o altro cappello da viaggio. Gli animali a lui sacri erano la tartaruga, il gallo e l'avvoltoio. Il corrispondente romano Mercurio era più strettamente collegato con il commercio. |
|          | Estia (Ἑστία, Hestíā) / Vesta Dea vergine del focolare e della castità, protettrice delle case. È figlia primogenita di Rea e Crono, sorella di Zeus, di Poseidone, Ade, Era e Demetra. Non sempre identificabile nell'arte greca, appare come una donna umile dal capo coperto con un velo. I suoi simboli sono il focolare, il cerchio, la casa, il cuore e la pentola. In alcuni racconti lei rinuncia al proprio posto tra gli Olimpi in favore di Dioniso. Nella mitologia romana corrisponde a Vesta, che ha invece un ruolo maggiore, anche per l'istituzione delle vestali. |
|          | Poseidone (Ποσειδῶν, Poseidṑn) / Nettuno Dio del mare, dei fiumi, dei laghi, delle alluvioni, dei maremoti e dei terremoti. È figlio di Crono e Rea, fratello di Zeus, Ade, Era, Estia e Demetra. Comanda su uno dei tre regni, come re dei mari e delle acque. Nelle rappresentazioni classiche è visto come uomo maturo, di corporatura robusta, con una barba vistosa, e regge un tridente. Gli animali a lui sacri sono il cavallo e il delfino. Il suo matrimonio con Anfitrite è rappresentato con una processione trionfale (da loro nacque poi Tritone). Alcuni racconti dicono che ebbe una relazione con Medusa, da cui nacque Pegaso, venuto fuori mentre Perseo le tagliava la testa. I suoi simboli sono il tridente, il cavallo (Poseidone e Atena si contesero l'Attica: Poseidone creò il cavallo dalla spuma del mare, Atena l'ulivo dalla terra; dopo una lunga riflessione, gli ateniesi proclamarono vincitrice Atena), il delfino, i pesci e il toro. Il suo corrispondente romano è Nettuno. |
|          | Zeus (Ζεύς, Zèus) / Giove Re e padre degli dei, è il capo dell'Olimpo, dio del cielo, del tempo atmosferico, dei tuoni e dei fulmini, della legge, dell'ordine e della giustizia. È il figlio più piccolo di Crono e Rea e ha detronizzato suo padre da sé, acquisendo il potere del cielo. È rappresentato con attributi regali, una figura robusta, con barba scura. I suoi simboli sono lo scettro, la folgore (la sua arma, secondo i miti capace di lanciare fulmini a piacimento della divinità) e il lampo. Gli animali a lui sacri sono l'aquila e il toro. Il suo corrispondente romano è Giove, anch'egli capo supremo degli altri dèi. |

### Dèi primigeni o primordiali
| Nome greco antico   | Nome italiano | Descrizione                                                             |
| ------------------- | ------------- | ----------------------------------------------------------------------- |
| Ἀχλύς (Akhlús)      | Acli          | Dea dei veleni e personificazione della tristezza.                      |
| Χάος (Cháos)        | Caos          | L'indefinito da cui tutto proviene. Descritto come uno spazio infinito. |
| Ἡμέρα (Hēmérā)      | Emera         | Personificazione del giorno.                                            |
| Αἰών (Aiōn)         | Eone          | Dio dell'eternità e personificazione del tempo ciclico e illimitato.    |
| Ἔρεβος (Érebos)     | Erebo         | Personificazione delle tenebre.                                         |
| Ἔρως (Érōs)         | Eros          | Dio e personificazione dell'amore fisico e della procreazione.          |
| Αἰθήρ (Aithḕr)      | Etere         | Dio della luce e dell'alta atmosfera.                                   |
| Γαῖα (Gàia)         | Gea           | Personificazione della Terra, madre dei titani.                         |
| Νύξ (Nýx)           | Notte         | Dea della notte.                                                        |
| Πόντος (Pontos)     | Ponto         | Personificazione del mare e sposo di Talassa.                           |
| Θάλασσα (Thálassa)  | Talassa       | Dea primordiale e personificazione del mare e sposa di Ponto.           |
| Τάρταρος (Tártaros) | Tartaro       | Dio della parte più profonda e oscura del mondo sotterraneo.            |
| Οὐρανός (Ūranòs)    | Urano         | Personificazione del cielo e padre dei titani.                          |

#### Nella cosmologia orfica
| Nome greco antico | Nome italiano | Descrizione                                                                 |
| ----------------- | ------------- | --------------------------------------------------------------------------- |
| Ἀνάγκη (Anánkē)   | Ananke        | Personificazione del fato e della necessità.                                |
| Χρόνος (Chrònos)  | Chronos       | Dio del tempo, da non confondere con Crono, capo dei titani.                |
| Φάνης (Phánēs)    | Phanes        | Divinità androgina della vita e della procreazione, nata dall'uovo cosmico. |
| Ὕδρος (Hýdros)    | Idro          | Personificazione dell'acqua primordiale.                                    |
| Θέσις (Thèsis)    | Tesi          | Divinità della creazione.                                                   |

### Titani
I titani sono rappresentati nell'arte greca meno spesso degli Olimpi. Identificati come nemici dei Dodici Dèi.
| Nome greco             | Nome italiano | Descrizione |
| ---------------------- | ------------- | --- |
| I dodici titani        |               | |
| Κοῖος (Kòios)          | Ceo           | Titano dell'intelletto e asse del cielo intorno al quale ruotano le costellazioni. |
| Κρεῖος (Krèios)        | Crio          | Titano delle stelle e delle costellazioni, è il padre di Astreo, Pallante e Perse. |
| Κρόνος (Crónos)        | Crono         | Capo dei titani, che ha detronizzato suo padre Urano per poi essere a propria volta detronizzato da suo figlio Zeus. Titano del tempo.                                                                    |
| Ὑπερίων (Hyperíōn)     | Iperione      | Titano della luce. Con Teia, è il padre di Elio (sole), Selene (luna), ed Eos (aurora). |
| Ἰαπετός (Iapetós)      | Giapeto       | Titano della mortalità e padre di Prometeo, Epimeteo, Menezio e Atlante. |
| Mνημοσύνη (Mnēmosýnē)  | Mnemosine     | Titanessa della memoria e del ricordo, madre delle nove muse. |
| Ὠκεανός (Ōkeanós)      | Oceano        | Titano del fiume che ruota tutto intorno alla terra ed è la fonte di tutta l'acqua corrente. |
| Φοίβη (Phòibē)         | Febe          | Titanessa della mente arguta e della profezia, moglie di Ceo. |
| Ῥέα (Rhéā)             | Rea           | Titanessa della fertilità, della maternità e delle montagne. È sorella e moglie di Crono, madre di Zeus, Ade, Poseidone, Era, Demetra ed Estia.                                                           |
| Τηθύς (Tēthýs)         | Teti          | Titanessa dell'acqua fresca, madre di fiumi, sorgenti, ruscelli, torrenti, fontane e nuvole. |
| Θεία (Thèiā)           | Teia          | Titanessa della vista e della luce brillante del cielo azzurro. È la moglie di Iperione e madre di Elio, Selene e Eos.                                                                                    |
| Θέμις (Thémis)         | Temi          | Titanessa della legge divina e dell'ordine. |
| Altri titani           |               | |
| Ἀστερία (Asteríā)      | Asteria       | Titanessa degli oracoli notturni e delle stelle cadenti. |
| Ἀστραῖος (Astràios)    | Astreo        | Titano del crepuscolo, delle stelle, dei pianeti e dell'arte dell'astrologia. |
| Ἄτλας (Átlas)          | Atlante       | Titano costretto da Zeus a portare i cieli sulle sue spalle. È figlio di Giapeto. |
| Αὔρα (Àura)            | Aura          | Titanessa della brezza e dell'aria fresca del mattino presto. |
| Κλυμένη (Clyménē)      | Climene       | Titanessa della fama, del riconoscimento e dell'infamia. È la moglie di Giapeto. |
| Διώνη (Diṑnē)          | Dione         | Titanessa dell'oracolo di Dodona. |
| Ἥλιος (Hḕlios)         | Elio          | Titano del sole e guardiano dei giuramenti. |
| Σελήνη (Selḕnē)        | Selene        | Titanessa della luna. |
| Ἠώς (Ēṑs)              | Eos           | Titanessa dell'aurora. |
| Ἐπιμηθεύς (Epimēthèus) | Epimeteo      | Titano dei ripensamenti e padre delle scuse. |
| Εὐρυβία (Eurybíā)      | Euribia       | Titanessa della padronanza dei mari e moglie di Crio. |
| Εὐρυνόμη (Eurynómē)    | Eurinome      | Titanessa della rugiada e dei pascoli, madre delle tre Cariti di Zeus. |
| Λήλαντος (Lḕlantos)    | Lelanto       | Titano dell'aria e dell'abilità di cacciare e predare. È la parte maschile di Latona. |
| Λητώ (Lētṑ)            | Latona        | Titanessa della maternità e madre dei gemelli Artemide e Apollo. |
| Μενοίτιος (Menòitios)  | Menezio       | Titano della rabbia violenta, dell'azione improvvisa e della mortalità umana. Ucciso da Zeus. |
| Μῆτις (Mḕtis)          | Meti          | Titanessa dei buoni consigli, degli avvertimenti, della progettualità, dell'astuzia, dell'abilità e della saggezza. Madre di Atena.                                                                       |
| Ὀφίων (Ophíōn)         | Ofione        | Titano predecessore che in alcune versioni del mito dominava la Terra con sua moglie Eurinome, prima che Crono lo spodestasse. Un altro racconto lo descrive come un serpente nato dall'«uovo del mondo». |
| Πάλλας (Pállas)        | Pallante      | Titano del mestiere della guerra. Ucciso da Atena durante la titanomachia. |
| Πέρσης (Pérsēs)        | Perse         | Titano della distruzione. |
| Προμηθεύς (Promēthèus) | Prometeo      | Titano della previdenza e del buon consiglio, creatore della razza umana. |
| Στύξ (Stýx)            | Stige         | Titanessa del fiume sommerso Stige, personificazione dell'odio. |

### Giganti, ecatonchiri e altri

#### Giganti
I giganti erano i figli di Gea (Terra), nati dal sangue che sboccò quando Urano (Cielo) fu castrato dal loro figlio titano Crono, che combatté la gigantomachia, una guerra con gli Olimpi per la supremazia del cosmo. Essi comprendono:
- Agrio (Ἄγριος), ucciso dalle Moire.
- Alcioneo (Ἀλκυονεύς), ucciso da Eracle.
- Anatto (Ἀνάττος), gigante padre (ma per qualcuno figlio) di Asterio.
- Asterio (Ἀστέριος), gigante lidico ucciso da Mileto.
- Ctonio (Χθόνιος).
- Clizio (Κλυτίος), ucciso da Ecate con le torce.
- Encelado (Ἐγκέλαδος), ucciso da Atena, sepolto sotto l'Etna.
- Efialte (Ἐφιάλτης), secondo la Biblioteca (Pseudo-Apollodoro) accecato dalle frecce di Apollo ed Eracle.
- Eurimedonte (Εὐρυμέδων), uno dei re dei giganti e padre di Peribea.
- Eurito (Εὔρυτος), ucciso da Dioniso con il suo tirso.
- Grazione (Γρατίων), ucciso da Artemide.
- Ippolito (Ἱππόλυτος), ucciso da Ermes mentre indossava un elmo che lo rendeva invisibile.
- Leone (Λέων), possibile gigante, ucciso da Eracle.
- Mimante (Μίμας), ucciso da Efesto o, secondo altri, da Zeus o Ares.
- Pallante (Πάλλας), ucciso da Atena che usò la sua pelle per costruire la propria egida.
- Polibote (Πολυβώτης), ucciso da Poseidone.
- Porfirione (Πορφυρίων), uno dei capi dei giganti, ucciso da Zeus.
- Toante (Θόων), ucciso dalle Moire.

#### Altri giganti e mostri
- Alebione, pastore ligure, fratello di Bercione.
- Alpo (Ἄλπος), gigante siciliano con in testa cento vipere.
- Aloadi (Ἀλῳάδαι), due giganti gemelli che tentarono di assalire l'Olimpo allineando tre montagne una sull'altra:
  - Oto Ὄτος);
  - Efialte (Ἐφιάλτης);
- Abseo, altro assalitore dell'Olimpo, sconfitto dai fulmini di Zeus.
- Anax (Ἄναξ), giganti dell'isola di Lade, al largo di Mileto, in Anatolia.
- Anteo (Ἀνταῖος), gigante libico che sconfisse tutti i visitatori fino a quando perse e fu ucciso da Eracle.
- Antifate (Ἀντιφάτης), re degli antropofagi conosciuti come Lestrigoni, incontrati nei suoi viaggi da Odisseo.
- Argo Panoptes (Ἄργος Πανόπτης), gigante dai cento occhi incaricato di fare la guardia a Io.
- Ciclopi (Κύκλωπες) (primi), tre giganti con un occhio solo che forgiarono i lampi di Zeus, il tridente di Poseidone e l'elmo di Ade:
  - Arge (Ἄργης);
  - Bronte (Βρόντης);
  - Sterope (Στερόπης).
- Ciclopi (Κύκλωπες) (secondi), tribù di giganti antropofagi con un occhio solo che allevavano pecore in Sicilia:
  - Polifemo (Πολύφημος), un ciclope che catturò Odisseo e i suoi marinai, ma che venne da lui accecato.
- Gigeni (Γηγενεῖς), o figli della terra, tribù di giganti con sei braccia combattuti dagli Argonauti in Misia.
- Gerione (Γηρυών), gigante con tre teste, tre busti e due gambe, fratello di Echidna.
- Gli Ecatonchiri (Ἑκατόγχειρες), o Centimanes (in latino), giganti dalle cento mani, provocatori di tormente e uragani. Sono tre figli di Urano e Gea, con personalità distinte:
  - Briareo (Βριάρεως) o Egeone (Αἰγαίων), il vigoroso;
  - Cotto (Κόττος), il furioso;
  - Gige (Γύγης), dalle grandi arti.
- Lestrigoni (Λαιστρυγόνες), tribù di giganti mangiatori di umani incontrati da Odisseo durante i suoi viaggi.
- Caco (Κάκος), gigante sputafuoco ucciso da Eracle.
- Crisaore (Χρυάωρ), gigante nato dal collo della gorgone decapitata Medusa.
- Damasene (Δαμασήν), allevato da Eris.
- Damiso (Δάμυσος), l'osso del cui piede venne trapiantato ad Achille.
- Dercino (Δέρκυνος) o Bergione (Βεργίων), fratello di Alebione.
- Illo (Ὕλλος), gigante lidico.
- Orione (Ὠρίων), gigante cacciatore che Zeus pose in cielo a fare la costellazione omonima.
- Talo (Τάλως), gigante forgiato dal bronzo da Efesto e dato da Zeus a Europa per scorta e protezione.
- Tizio (Τίτυος), figlio di Zeus ed Elara, ucciso da Apollo e Artemide quando tentò di rapire la loro madre Latona.
- Tifone (Τυφῶν), uno dei più forti mostri che tentarono di attaccare l'Olimpo, ma fu sconfitto e imprigionato nel Tartaro.

### Concetti personificati
- Acli (Ἀχλύς), spirito della notte eterna o nebbia della morte, personificazione della tristezza e del lamento.
- Adefagia (Ἀδηφαγία), spirito della sazietà e della ghiottoneria.
- Adikia (Ἀδικία), spirito dell'ingiustizia e dell'errore.
- Aergia (Ἀεργία), spirito della pigrizia, dell'indolenza e dell'accidia.
- Agone (Ἀγών), spirito della competizione che aveva un altare a Olimpia.
- Agnizione o Anagnorisi (Ἀναγνώρισις), spirito che avvia il riconoscimento inaspettato e improvviso.
- Aidos (Αἰδώς), spirito della modestia, della vergogna e del rispetto.
- Aisa (Αἴσα), personificazione di sorte e destino.
- Alastore (Ἀλάστωρ), spirito di faide e vendette.
- Aletheia (Ἀλήθεια), spirito della verità, veracità, svelamento e sincerità.
- Algea (Ἄλγεα), spiriti del dolore e della sofferenza:
  - Aco (Ἄχος), problema, difficoltà;
  - Ania (Ἀνία), dolore, angoscia;
  - Lipe (Λύπη), pena, sofferenza, tristezza.
- Alke (Ἀλκή), spirito di prodezza e coraggio.
- Amechania (Ἀμηχανία), spirito di impotenza e assenza di intenzione.
- Amphilogiai (Ἀμφιλογίαι), spiriti di dispute, dibattiti e contese.
- Anaideia (Ἀναίδεια), spirito di spietatezza, spudoratezza e mancanza di perdono.
- Androktasiai (Ἀνδροκτασίαι), spiriti dei macelli in battaglia.
- Angelia (Ἀγγελία), spirito di messaggi, notizie e proclami.
- Apate (Ἀπάτη), spirito dell'inganno, della falsità, della frode e dell'imbroglio.
- Apheleia (Ἀφέλεια), spirito di semplicità e primitività positiva.
- Aporia (Ἀπορία), spirito di difficoltà, perplessità e mancanza di mezzi.
- Arae (Ἀραί), spiriti femminili delle maledizioni (a volte associati con le Erinni).
- Areté (Ἀρετή), spirito di virtù, eccellenza, bontà e valore.
- Armonia (Ἁρμονία), dea dell'armonia e della concordia, sposa di Cadmo.
- Ate (Ἄτη), spirito di delusione, infatuazione, follia cieca, inquietudine, mancanza di misura e rovina.
- Bia (Βία), spirito di forza, potere, gagliardia fisica e costrizione.
- Kairos (Καιρός), spirito della giusta opportunità.
- Catabasi (κατάβασις), spirito che accompagna la discesa nell'Ade.
- Coalemo (Κοάλεμος), spirito della stupidità e della follia.
- Koros (Κόρος), spirito dell'eccesso, considerato figlio di Hybris.
- Cratos (Κράτος), personificazione della potenza, della possibilità e della forza, simbolo del mondo superiore.
- Deimos (Δεῖμος), spirito di paura, timore e terrore.
- Dikaiosyne (Δικαιοσύνη), spirito di giustizia e correttezza.
- Dike (Δίκη), spirito o dea della giustizia, del giudizio equo e dei diritti stabiliti da abitudini o dalla legge.
- Dolos (Δόλος), spirito di trucchi, inganni, astuzie e artifici.
- Disnomia (Δυσνομία), spirito della disobbedienza e della mancanza di rispetto a leggi o regole comuni.
- Dissebeia (Δυσσέβεια), spirito di empietà (opposto a Eusebeia).
- Ebe (Ἥβη), dea della giovinezza.
- Edoné (Ἡδονή), spirito di piacere, gioia e delizia.
- Eirene (Εἰρήνη), dea della pace.
- Ekecheiria (Ἐκεχειρία), spirito della tregua, dell'armistizio, della cessazione delle ostilità (onorato nei Giochi olimpici).
- Eleos (Ἔλεος), spirito di pietà, misericordia e compassione.
- Elpis (Ἐλπίς), spirito di speranza e attesa.
- Enio (Ἐνυώ), personificazione dell'urlo furioso in battaglia.
- Epiphron (Ἐπίφρων), spirito di prudenza, accortezza, pensosità e sagacia.
- Eris (Ἔρις), spirito o dea di discordia, lotta, contesa e rivalità.

- Eroti (Ἔρωτες), dèi dell'amore:

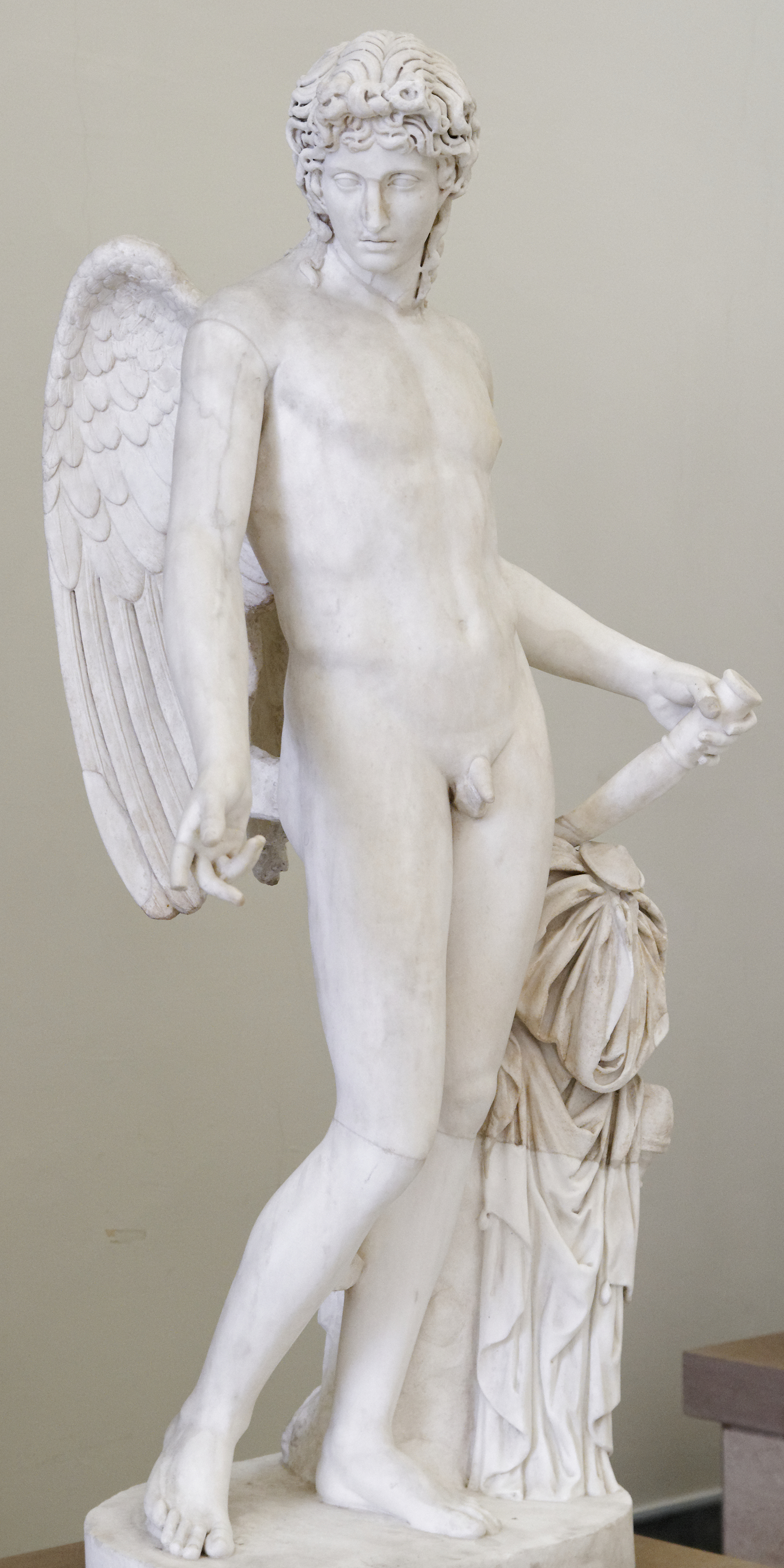
Eros.

  - Anteros (Ἀντέρως), dio dell'amore corrisposto;
  - Eros (Ἔρως), dio dell'amore fisico e dell'accoppiamento;
  - Edilogo (Ἡδύλογος), dio delle lusinghe e delle parole sussurrate;
  - Imero (Ἵμερος), dio del desiderio incontrollabile;
  - Pothos (Πόθος), dio della nostalgia d'amore, della mancanza e del desiderio.
- Euclea (Εὔκλεια), spirito o dea della buona reputazione e della gloria.
- Eulabeia (Εὐλάβεια), spirito della discrezione, della prudenza e della circospezione,
- Eunomia (Εὐνομία), dea del buon ordine e della corretta condotta legale.
- Eufeme (Εὐφήμη), spirito delle parole di buon auspicio, acclamazione e lode, degli applausi e delle grida di trionfo.
- Euprassia (Eὐπραξία), spirito del benessere.
- Eusebeia (Eὐσέβεια), spirito di pietà, lealtà, dovere e rispetto filiale (opposto a Dissebeia).
- Eutenea (Εὐθενία), spirito di prosperità, abbondanza e copiosità.
- Fama (Φήμη), spirito delle voci raccolte su qualcuno, delle dicerie e dei pettegolezzi.
- Filofrosine (Φιλοφροσύνη), spirito di gentilezza, benvenuto, amicizia e benevolenza.
- Gelos (Γέλως), spirito del ridere e della risata.
- Geras (Γῆρας), spirito o dio della vecchiaia.
- Heimarmene (Εἱμαρμένη), personificazione della quota assegnata di destino.
- Hexis (Ἕξις), spirito della giusta disposizione.
- Homonoia (Ὁμόνοια), spirito di accordo, unanimità, condivisione di pensiero.
- Horkos (Ὁρκος), spirito dei giuramenti e delle punizioni per aver giurato il falso.
- Horme (Ὁρμή), spirito dell'impulso a fare, degli sforzi, dell'avvio di azione e dell'impazienza.
- Hybris (Ὕβρις), spirito della superbia e del comportamento oltraggioso.
- Ipno (Ὕπνος), dio del sonno.

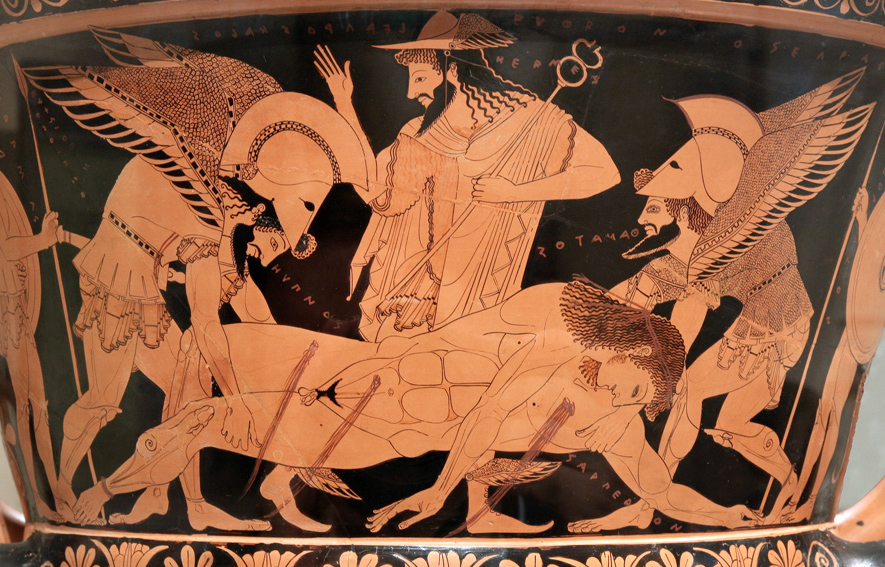
Hermes guarda Ipno e Tanato trasportare il cadavere di Sarpedonte durante la guerra di Troia (Cratere di Eufronio).

- Hysminai (Ὑσμῖναι), spiriti della lotta e del combattimento fino all'omicidio.
- Ioke (Ἰωκή), spirito dell'inseguimento durante una battaglia.
- Kakia (Kακία), spirito tentatore del vizio e del crimine.
- Kalokagathia (Καλοκαγαθία), spirito ideale di perfezione e nobiltà.
- Keres (Κῆρες), spiriti della morte crudele e violenta.
- Lete (Λήθη), spirito dell'oblio e della dimenticanza, personificato dal fiume omonimo.
- Limós (Λιμός), spirito della fame e della carestia.
- Lissa (Λύσσα), spirito della rabbia e del furore cieco.
- Litai (Λιταί), spiriti della preghiera.
- Makhai (Μάχαι), spiriti di lotta e combattimento:
  - Alalà (Ἀλαλά), spirito del grido di guerra;
  - Cidoimo (Κυδοιμός), spirito del trambusto, della confusione in battaglia, dei tumulti e del chiasso;
  - Fobos (Φόβος), spirito del panico della paura e del terrore in guerra;
  - Homados (Ὅμαδος), spirito del rumore in battaglia;
  - Palioxis (Παλίωξις), spirito della ritirata e della fuga dalla battaglia;
  - Proioxis (Προΐωξις), spirito dell'impeto e della riuscita sul campo di battaglia.
- Mania (Μανία), spirito o spiriti diversi di follia, frenesia e insanità mentale.
- Mimesi (Mίμησις), spirito di imitazione.
- Moire (Μοῖραι), tessitrici della vita:
  - Cloto (Κλωθώ), che svolge il filo della vita;
  - Lachesi (Λάχεσις), che misura il filo della vita;
  - Atropo (Άτροπος), che recide il filo della vita.
- Momo (Μῶμος), spirito o dio della presa in giro, del sarcasmo, dell'accusa infame e della censura.
- Moros (Μόρος), spirito del destino inevitabile.
- Neikea (τὰ Νείκη), dee di litigi, faide e rancori.
- Nemesi (Νέμεσις), dea della vendetta, del bilanciamento successivo, dell'indignazione e del compenso.
- Nike (Νίκη), dea della vittoria.
- Nomos (Νόμος), spirito delle leggi, degli statuti e delle ordinanze.
- Oizys (Ὀϊζύς), spirito o dea della sventura e della miseria, sorella di Momo.
- Oniri (Ὄνειροι), spiriti dei sogni:
  - Epiales (Ἐπιάλης), spirito degli incubi;
  - Fobetore (Φοβήτωρ) o Icelos (Ἴκελος), dio dei sogni con somiglianze spaventose che assume aspetto di animali;
  - Morfeo (Μορφεύς), dio dei sogni che assume aspetto umano;
  - Oniro (Ὄνειρος), spirito tramite e dell'oniromanzia;
  - Fantaso (Φάντασος) spirito dei sogni di fantasia che assume aspetto di oggetti inanimati;
- Pitarchia (Πειθαρχία), spirito dell'obbedienza.
- Peito (Πειθώ), spirito o dea della persuasione e della seduzione.
- Penia (Πενία), spirito della povertà e del bisogno.
- Penthus (Πένθος), personificazione del pentimento, del lutto e del dolore del lutto.
- Pepromene (Πεπρωμένη), personificazione del collegamento al destino, simile a Heimarmene.
- Philotes (Φιλότης), spirito dell'amicizia, dell'affetto e della passione amorosa.
- Phonoi (Φόνοι), spiriti di assassinio, omicidio e macello.
- Phrike (Φρίκη), spirito orribile della paura e del terrore per le cose che fanno tremare.
- Phthonus (Φθόνος), spirito dell'invidia e della gelosia.
- Pistis (Πίστις), spirito della fiducia, della buona fede e dell'affidabilità.
- Poiné (Ποίνη), spirito delle punizioni, delle vendette, delle condanne e delle espiazioni, specialmente per omicidi colposi.
- Polemos (Πόλεμος), personificazione della guerra.
- Ponos (Πόνος), spirito del lavoro duro e della fatica.
- Poros (Πόρος), spirito delle risorse, degli espedienti, dell'abbondanza dei risultati occorsi oppure offerti.
- Prassidiche (Πραξιδίκη), dee della giustizia, nutrici di Atena:
  - Alalcomenea (Ἀλαλκομενία), per una giusta vendetta;
  - Aulide (Αὐλίς), per una giusta tempistica;
  - Telsinia o Delcinia (Τελσίνια), per un'applicazione misurata.
- Prophasis (Πρόφασις), personificazione delle scuse e delle petizioni.
- Pseudologoi (Ψευδολόγοι), dèi o dee delle menzogne.
- Ptocheia (Πτωχεία), spirito della mendicanza.
- Soter (Σωτήρ) o Soteria (Σωτηρία), spiriti maschili e femminili della sicurezza, della conservazione e dalla liberazione dal male e dagli incidenti.
- Sophrosyne (Σωφροσύνη), spirito di moderazione, auto-controllo, temperanza e discrezione.
- Tanato (Θάνατος), spirito della morte e della mortalità.
- Techne (Τέχνη), personificazione dell'arte, della tecnica e dell'abilità del fare.
- Thrasos (Θράσος), spirito dell'audacia e, quando in eccesso, dell'insolenza.
- Tiche (Τύχη), dea della fortuna, della prosperità e della provvidenza divina.
- Zelos (Ζῆλος), spirito di rivalità, emulazione, invidia, gelosia e zelo.

### Divinità ctonie
- Anfiarao (Ἀμφιάραος), eroe della guerra dei sette contro Tebe che divenne uno spirito oracolare dopo la morte.
- Ascalafo (Ἀσκάλαφος), figlio di Acheronte e di Gorgira o Orfne (oscurità), che si occupava dei frutteti dell'aldilà prima di essere trasformato in geco da Demetra.
- Cerbero (Κέρβερος), cane a tre teste che sorvegliava l'ingresso degli Inferi.
- Caronte (Χάρων), traghettatore verso gli Inferi.
- Ecate (Ἑκάτη), dea di magia, stregoneria, notte, luna, fantasmi e necromanzia.
- Empusa (Ἔμπουσα), mostro femminile con capelli in fiamme, con una gamba di capra e una di bronzo, a servizio di Ecate.
- Erebo (Ἔρεβος), divinità ancestrale dell'oscurità, le cui nebbie circondavano il centro della Terra.
- Erinni (Ἐρινύες), o Furie, dee della vendetta:
  - Aletto (Ἀληκτώ), che non riposa mai;
  - Megera (Μέγαιρα), l'invidiosa;
  - Tisifone (Τισιφόνη), la vendicatrice degli omicidi.
- Giudici dei morti negli inferi:
  - Eaco (Αἰακός), custode delle chiavi dell'Ade, doveva occuparsi delle anime di provenienza europea;
  - Minosse (Μίνως), già da mortale re di Creta, doveva esprimere il voto finale;
  - Radamanto (Ῥαδάμανθυς), costringeva alla confessione e doveva occuparsi delle anime di provenienza asiatica;
  - Trittolemo (Τριπτόλεμος), allevato da Demetra, insegnò al mondo l'agricoltura e per qualcuno inventò la ruota, poi divenne giudice dei morti.
- Ceutonimo (Κευθόνυμος), spirito dell'aldilà e padre di Menezio.
- Crono (Κρόνος), re deposto dei titani, dopo la liberazione dal Tartaro divenne signore dell'isola dei beati (μακάρων νῆσοι), luogo oltremondano destinato a eroi e giusti.
- Lamia (Λάμια), spirito o gruppo di spiriti vampiri, figlie o serve di Ecate.
- Lampadi (Λαμπάδες), ninfe dell'altro mondo che portano torce (in latino Nymphae avernales):
  - Gorgira (Γοργύρα);
  - Orfne (Ὀρφνή), madre di Ascalafo.
- Leuce (Λεύκη), ninfa oceanina, amante di Ade
- Macaria (Μακαρία), figlia di Ade e dea dei morti beati (da non confondersi con la figlia di Eracle).
- Melinoe (Μελινόη), ninfa figlia di Persefone e Ade, presiede alle offerte agli spiriti dei morti.
- Menezio (Μενοίτης), pastore degli allevamenti dell'Ade.
- Mormò (Μορμώ), comandata da Ecate, succhiava il sangue ai bambini in fasce.
- Notte (Νύξ), dea primigenia della notte.
- Ade (Ἅιδης), dio di tutto ciò che sta sottoterra.
- Persefone (Περσεφόνη), regina del mondo sotterraneo e moglie di Ade, comanda le sorgenti.
- Fiumi del mondo sotterraneo:
  - Acheronte (Ἀχέρων), fiume del dolore;
  - Cocito (Kωκυτός), fiume del lamento;
  - Lete (Λήθη), fiume dell'oblio;
  - Flegetonte (Φλεγέθων), fiume di fuoco;
  - Stige (Στύξ), fiume dei giuramenti.
- Tanato (Θάνατος), spirito della morte e ministro di Ade.
- Tartaro (Τάρταρος), dio primigenio dell'oscurità, pozzo in tempesta dell'Ade.

### Divinità dell'acqua
- Acheloo (Ἀχελῷος), dio dell'omonimo fiume greco.
- Archilo, divinità marina a forma di squalo.
- Anfitrite (Ἀμφιτρίτη), dea del mare e moglie di Poseidone.
- Arpie (Ἁρπυῖαι), spiriti alati che comandano i colpi di vento e le folate improvvise:
  - Aello (Ἀελλώ) o Aellopoda o Aellope (Ἀελλώπη) o Aellopo (Ἀελλόπους);
  - Arpiria, che tormentò Fineo;
  - Celeno (Κελαινώ), incontrata da Enea;
  - Nicotoe (Νικοθόη);
  - Ocipete (Ὠκυπέτη) o Ocipode (Ὠκυπόδη) o Ocitoe (Ὠκυθόη);
  - Podarge (Ποδάργη) o Podarche (Ποδάρκη).
- Bentesicima (Βενθεσικύμη), figlia di Poseidone, residente in Etiopia.
- Brizo (Βριζώ), dea dei sogni dei marinai, dava suggerimenti sulla navigazione e sulla pesca.
- Ceto (Κητώ), dea dei pericoli marini.
- Cariddi (Χάρυβδις), mostro marino dei vortici e delle correnti.
- Cimopolea (Κυμοπόλεια), dea minore delle tempeste marine violente, figlia di Poseidone, sposò il gigante Briareo.
- Delfino (Δέλφιν), dio dei delfini dell'aspetto omonimo, Poseidone lo mise in cielo a fare la costellazione omonima, per premiarlo di aver convinto Anfitrite a cedergli.
- Egeone (Αἰγαίων), dio dei mari violenti alleato dei titani.
- Forco (Φόρκυς), dio delle forze nascoste e dei pericoli del mare.
- Galene (Γαλήνη), dea del mare calmo.
- Glauco (Γλαῦκος), pescatore divenuto divinità per sortilegio.
- Gorgoni (Γοργόνες), creature marine, figlie dei summenzionati Forco e Ceto.
  - Euriale (Εὐρυάλη), perversa sessualmente;
  - Medusa (Μέδουσα), perversa intellettualmente, l'unica delle tre non immortale;
  - Steno (Σθεννώ), perversa moralmente.
- Graie (Γραῖαι), spiriti marini che personificano la schiuma del mare, in tre condividevano un occhio e un dente:
  - Deino (Δεινώ);
  - Enio (Ἐνυώ);
  - Penfredo (Πεμφρεδώ).
- Idro (Ὕδρος), dio primordiale delle acque.
- Idotea (Εἰδοθέα), profetica ninfa marina, figlia di Proteo.
- Ippocampo (ἱππόκαμπος), cavalli del mare, metà pesci, nel corteo di Posidone.
- Ittiocentauri (Ἰχθυοκένταυροι), due fratelli centauri marini:
  - Bito (Βύθος), profondità del mare;
  - Afro (Ἄφρος), schiuma del mare.
- Carcino (Καρκίνος), un granchio gigante che si alleò con l'Idra contro Eracle. Quando morì, Era lo mise in cielo a fare la costellazione del Cancro.
- Ladone (Λάδων), serpente di mare dalle cento teste che faceva la guardia ai confini occidentali del mare e all'isola delle mele d'oro delle Esperidi. Quando morì divenne la costellazione di Dragone.
- Leucotea (Λευκοθέα), dea del mare che aiutava i marinai in difficoltà.
- Naiadi (Ναϊάδες), ninfe delle acque correnti:
  - Creniadi (Κρηναῖαι), naiadi delle fontane:
    - Aganippe (Ἀγανίππη), naiade vicino a Tespie, in Beozia, alla base del monte Elicona;
    - Appia, più propriamente della mitologia romana, naiadi associate secondo Ovidio a una fontana nel Foro di Cesare;
    - Mirtoessa (Μυρτώεσσα), una delle nutrici di Zeus in Arcadia;
    - Sitnidi (Νύμφαι Σίθνιδες), gruppo di naiadi associate a un acquedotto in Megara.

  - Eleadi (Ἒλειάδες), naiadi delle paludi.
  - Limniadi, naiadi dei laghi:
    - Astacidi (Ἀστακίδες), ninfe del lago di Astaco, in Bitinia;
    - Bolbe (Βόλβη), ninfa di un lago della Tessaglia, elencata anche tra le oceanine;
    - Liriope (Λειριόπη), madre di Narciso;
    - Pallade (Παλλάς), compagna di giochi di Atena;
    - Tritonide (Τριτονίς), ninfa di un lago salato della Libia.

  - Pegee (Πηγαῖαι), ninfe delle sorgenti e delle cascate:
    - Albunea, ninfa della mitologia romana, vicina al luogo della profetessa dell'oracolo che annunciò la nascita di Cristo;
    - Alessiroe (Ἀλεξιρόη), ninfa figlia del fiume Granico (Γράνικος) sul Monte Ida, sacro a Cibele, nella Troade. Di lei si innamorò Priamo.
    - Anigridi (Νύμφαι Ἀνίγριδες), figlie del fiume Anigro sul Monte Menta, dove si curavano le malattie della pelle;
    - Archidemia o Aretusa (Ἀρέθουσα), dove nasce la fonte omonima;
    - Arpina (Ἅρπινα), collegata a Pisa;
    - Castalia (Κασταλία) o Cassotide (Κασσωτίς);
    - Cometo (Κομαιθώ), figlia del fiume Cidno;
    - Coricie o Tia (Θυία), tre ninfe sorelle sul Parnaso:
      - Cleodora (Κλεoδώρα), nota per i suoi doni;
      - Dafni (Δάφνις), del lauro;
      - Melaina (Μελαίνη), la nera.

    - Ciane (Κυανῆ);
    - Cirtoniane (Νύμφαι Κυρτωνίαι), ninfe locali della città di Cirtone (Κυρτώνη), in Beozia;
    - Deliadi (Νύμφαι Δηλίαδες), figlie di Inopo (Ἴνωπός), dio del fiume omonimo sull'isola di Delo;
    - Dirce (Δίρκη), nata donna e trasformata in naiade dopo la morte;
    - Gargafia (Γαργαφία) o Platea (Πλαταῖα), una delle figlie del fiume Asopo;
    - Agno (Ἅγνω), nutrice di Zeus bambino;
    - Imerie, naiadi ricordate da Pindaro;
    - Inachidi (Νύμφαι Ἰνάχιδες), figlie del fiume Inaco (Ἴναχος):
      - Io (Ἰώ), naiade poi trasformata in giovenca da Zeus per la gelosia di Era;
      - Amimone (Ἀμυμώνη);
      - Filodice;
      - Messi;
      - Iperia (Ὑπέρεια).

    - Ionidi (Νύμφαι Ἰώνιδες), naiadi:
      - Callifea (Καλλιφίεια);
      - Iasi (Ἴασις);
      - Pegaea (Πηγαῖα);
      - Sinallassi (Συνάλλασις), della riconciliazione.

    - Ismene (Ἰσμήνη);
    - Itachesi (Νύμφαι Ἰθακίαι), naiadi nelle caverne sacre di Itaca;
    - Langia (Λαγγία), ricordata dalla Tebaide di Stazio;
    - Libetridi (Νύμφαι Λιβήθριδες), naiadi, tra cui:
      - Libetria (Λιβηθρίας);
      - Petra (Πέτρα);

    - Limnee (Λιμναία), naiade del fiume indiano Gange, e madre di Ati;
    - Magea, naiade siciliana;
    - Milichie, naiade siciliana;
    - Metope (Μετώπη), figlia di Ladone e moglie di Asopo;
    - Misiane (Νύμφαι Μυσίαι), naiadi del lago Ascanio in Bitinia. Furono responsabili del rapimento di Ila:
      - Euneica o Eunica;
      - Mali;
      - Nicheia;

    - Ortigia (Ὀρτυγία), naiade o naiadi delle sorgenti dell'Isola di Ortigia, vicino a Siracusa;
    - Nana (Νάνα), naiade del fiume turco Sakarya;
    - Pegasi (Πήγασις), figlia del fiume Grenico;
    - Pirene (Πειρήνη);
    - Farmacia (Φαρμάκεια), ninfa di una sorgente velenosa in Attica e compagna di giochi di Orizia;
    - Psani, naiade di una sorgente in Arcadia;
    - Rindacidi (Νύμφαι Ῥυνδάκιδες), figlie del fiume Rindaco, in Anatolia;
    - Salmace (Σαλμακίς), ninfa innamorata di Ermafrodito;
    - Spercheidi (Νύμφαι Σπερχεῖδες), figlie del fiume Spercheo (Σπερχειός), in Tessaglia;
    - Strofia (Στροφία), sorgente del Monte Citerone, vicino a Tebe, raramente personificata in una ninfa (per esempio in Callimaco);
    - Telpusa (Θέλπουσα) o Telfusa (Τέλφουσα), figlia del fiume Ladone;
    - Temeniti, naiade siciliana ricordata da Plinio.

  - Potamidi (Ποταμηίδες), ninfe dei fumi.
- Nereidi (Νηρηίδες), ninfe di mare, figlie di Nereo e Doride, erano 50 ma i loro nomi ricordati sono di più e comprendono:
  - Actea (Ἀκταία) o Attea (Ἀκταίη), abitatrice della riva;
  - Agave (Ἀγαυή), l'illustre, da non confondere con Agave che uccise il proprio figlio Penteo;
  - Alie (Ἁλίη) dagli occhi grandi;
  - Alimede (Ἀλιμήδη), ninfa gentile del Mar Mediterraneo;
  - Amateia (Ἀμάθεια), dai bei riccioli, ricordata da Omero;
  - Amphinome (Ἀμφινόμη) o Anfitoe (Ἀμφιθόη), che si muove dolcemente;
  - Anfitrite (Ἀμφιτρίτη), dai capelli neri;
  - Apseude (Ἀψευδής);
  - Aretusa (Ἀρετοῦσα), poi trasformata in fontana;
  - Autonoe (Αὐτονόη), l'autonoma nel pensiero;
  - Callianassa (Καλλιάνασσα), la regina amata;
  - Callianira (Καλλιάνειρα);
  - Calipso (Καλυψώ), la concepita;
  - Ceto (Κητώ);
  - Cidippe (Κυδίππη);
  - Cimatolege (Κυματολήγη), colei che calma l'onda;
  - Cimo (Κυμώ), l'onda;
  - Cimodoce o Cimodocea (Κυμοδόκη), che raccoglie l'onda;
  - Cimotoe (Κυμοθόη), delle onde in corsa;
  - Clio (Κλειώ);
  - Climene (Κλυμένη), della fama;
  - Cranto o Crato (Κρατόη);
  - Creneide;
  - Deiopeia;
  - Dero (Δηρώ);
  - Dessamene (Δεξαμένη), la cui mano destra è forte;
  - Dinamene (Δυναμένη);
  - Dione (Διώνη);
  - Doride (Δωρίς);
  - Doto (Δωτώ);
  - Drimo (Δρυμός);
  - Dinamene (Δυναμένη);
  - Efire o Efira (Ἔφυρα), della città omonima in Tesprozia;
  - Eione (Ἠιόνη), delle spiagge sottili;
  - Erato (Ἐρατώ), l'amorevole;
  - Euagore (Εὐαγόρη), che assembla i banchi di pesci;
  - Euarne o Evarne (Εὐάρνη), la ben partorita;
  - Eucrante (Εὐκράντη), a protezione dei viaggi dei pesci;
  - Eudore (Εὐδώρη), dai bei doni;
  - Eulimene (Εὐλιμήνη), dei buon ritorni al rifugio o al porto;
  - Eumolpe (Εὔμολπος), dal bel canto;
  - Eunice (Εὐνίκη), la vittoriosa;
  - Eupompe (Εὐπόμπη), della bella processione;
  - Euridice (Εὐρυδίκη);
  - Evagore o Euagora (Εὐαγόρη);
  - Ferusa (Φέρουσα), la trasportatrice;
  - Fillodoce, ricordata da Igino;
  - Galene (Γαλήνη), dei mari calmi;
  - Galatea (Γαλάτεια), la gloriosa, dalla spuma bianca;
  - Glauce (Γλαυκή), delle acque blu-grigie;
  - Glauconome (Γλαυκονόμη);
  - Iaera (Ἴαιρα);
  - Ianassa (Ἰάνασσα);
  - Ianira (Ἰάνειρα);
  - Ifianassa (Ἰάνασσα);
  - Ione;
  - Ipponoe (Ἱππονόη) o Ippotoe (Ἱπποθόη);
  - Laomedea (Λαομέδεια), a capo degli affollamenti;
  - Leagore o Leiagore (Ληαγόρη), che unisce i pesci in banchi;
  - Leucotoe (Λευκοθέα);
  - Licoreia (Λυκωριάς);
  - Ligea o Ligeia;
  - Limnoreia o Limnoria (Λιμνώρεια), delle paludi salmastri;
  - Lisianassa (Λυσιάνασσα), delle consegne regali;
  - Marea o Mera o Maira (Μαῖρα);
  - Melite (Nereidi) (Μελίτη), dei mari calmi;
  - Menippe (Μενίππη), dei cavalloni d'onde;
  - Nausitoe (Ναυσιθόη), delle navi veloci;
  - Neera (Νέαιρα) o Neaira o Nerea (Νηρεας);
  - Nemerte (Νημερτής), la più saggia delle sorelle, dai consigli giusti ma non ascoltati;
  - Neomeride;
  - Nesea (Νησαίη) o Neso (Νησώ), delle isole;
  - Opi (Οὖπις);
  - Orizia (Ὠρείθυια), del mare mosso, da non confondere con Orizia;
  - Panopea (Πανόπεια) o Panope (Πανόπη) o Pinope o Panopeia, del bel panorama di mare;
  - Pasitea (Πασιθέη), divina in tutto;
  - Plessaure, delle brezze cangianti;
  - Ploto (Πλωτώ), la navigante;
  - Polinoe o Polinome (Πουλυνόη), dai molti pascoli e dalla mente ricca;
  - Pontomedusa (Ποντομέδουσα), nereide regina;
  - Pontoporea (Ποντοπόρεια), che attraversa il mare;
  - Pronoe (Προνόη), previdente;
  - Proto (Πρωτώ), dei primi viaggi;
  - Protomedea (Πρωτομέδεια), prima regina;
  - Psamate (Πσαμάθη o Ψαμάθη), dea delle spiagge bianche;
  - Sao (Σαώ), dei passaggi salvi;
  - Speo o Speio o Spio (Σπειώ), delle grotte marine;
  - Temisto (Θεμιστώ), delle leggi abitudinarie in mare;
  - Talia (Θαλίη) o Talia (θάλεια), del mare in florescenza;
  - Teti (Θέτις), a capo delle nereidi, presidiava sulla riproduzione marina, madre di Achille;
  - Toe (Θόη), dei movimenti d'onda.
- Nereo (Νηρέας), il vecchio del mare, dio dell'abbondanza di pesca.
- Nerito (Νερίτης), spirito del mare, trasformato in conchiglia da Afrodite.
- Oceanine (Ὠκεανίδες), figlie del titano Oceano e di Teti, sorelle dei tremila fiumi-dèi detti Potamoi (Ποταμοί). Esiodo dice che sono tremila ma ne nomina 41, mentre Igino ne nomina altre 17 (e 17 fiumi). Alcune portano lo stesso nome di naiadi, nereidi, muse o ninfe boschive:
  - Acaste (Ἀκάστη), che raccoglie fiori selvatici;
  - Admete (Ἀδμήτη);
  - Amaltea (Ἀμάλθεια);
  - Anfiro, (Ἀμφίρω) circondante;
  - Anchiroe (Ἀγχιρόη);
  - Argia (Ἀργία);
  - Artemidee (Νύμφαι Ἀρτεμίσιαι), gruppo di sei più giovani, assistenti di Artemide:
    - Crocale (Κροκάλη), sua parrucchiera;
    - Iale (Ὑάλη), come il cristallo, lamentosa;
    - Nefele (Νεφέλη), delle nuvole, verginea;
    - Fiala (Φιάλη), sua profumiera;
    - Pseca (Ψέκας), come la pioggia;
    - Ranide (Ῥανίς), come una goccia.

  - Asia (Ἀσία), sorella di Europa;
  - Asterodia (Ἀστεροδεία);
  - Asteope, che fondò Agrigento;
  - Beroe (Βερόη) o Beirut (Βηρυτός), della città omonima, in Fenicia;
  - Bolbe (Βόλβη), bellissima;
  - Calipso (Καλυψώ), colei che nasconde;
  - Calliroe (Καλλιρόη), madre di Gerione;
  - Camarina (Καμάρινα), nell'omonima colonia greca in Sicilia;
  - Cafira (Κάφειρα), sull'isola di Rodi;
  - Cercei (Κέρκηις), dalla bella figura;
  - Ceto (Κητώ);
  - Cleodora (Κλεόδωρα);
  - Climene (Κλυμένη);
  - Clio (Κλειώ), da non confondersi con l'omonima musa;
  - Clizia (Κλυτία);
  - Criseide (Χρυσηΐς);
  - Daira o Daeira (Δάειρα), colei che sa, madre della città di Eleusi (Ἐλευσίς);
  - Dione (Διώνη), l'amabile;
  - Dodone (Δωδώνη), associata a un pozzo della città di Dodona;
  - Doride, che dà giovamento all'uomo, madre delle Nereidi e di Nerito;
  - Idia o Idua (Εἴδυια o Ἴδυια), la più giovane, madre di Medea e Apsirto;
  - Elettra (Ἠλέκτρη), il cui nome indica lo zampillare dell'acqua, moglie di Taumante, con cui generò le Arpie e Iride;
  - Efira (Ἔφυρα);
  - Etra (Αἴθρα);
  - Evagori (Εὐαγόρεις);
  - Eudora, che dà buoni doni all'uomo;
  - Eurinome (Εὐρυνόμη);
  - Europa (Εὐρώπα) o Europe (Εὐρώπη), sorella di Asia;
  - Galassaure (Γαλαξαύρη), la cui fonte è bianca come latte;
  - Esione (Ἡσιόνη), probabilmente la stessa chiamata Pronoia;
  - Ippo (Ἵππω)
  - Iache (Ἰάχη), dalle esplosioni di gioia;
  - Ianira (Ἰάνειρα), incantatrice;
  - Iante (Ἰάνθη), il cui nome indica il colore violetto delle nuvole cariche di pioggia;
  - Itome (Ἰθώμη), nutrice di Zeus da piccolo, lo ha lavato con Neda in un pozzo;
  - Leuce (Λεύκη)
  - Leucippe (Λευκίππη);
  - Lisitea (Λυσιθέα);
  - Melia (Μέλια), sorella di Caanto;
  - Melibea (Μελίβοια);
  - Melite, fondante Malta;
  - Melobosi (Μηλόβοσις), dove si abbeveravano le greggi;
  - Menesto (Μενεσθώ), forte e veloce;
  - Merope (Μερόπη);
  - Meti (Μῆτις), prima sposa di Zeus;
  - Mopsopia (Μόψοπια);
  - Mirtoessa (Μυρτώεσσα), nutrice di Zeus;
  - Neda o Nede, nutrice di Zeus, lo lavava con Itome;
  - Nemesi (Νέμεσις), ridistributrice di giustizia per delitti impuniti o irrisolti;
  - Ocirroe (Ὠκυρρόη) o Ociroe;
  - Enoe (Οἰνόη), nutrice di Zeus;
  - Ozomene (Ὀζομένη);
  - Pasitoe (Πασιθόη);
  - Persuasione (Πειθώ);
  - Peribea (Περίβοια), circondata da bestiame;
  - Perseide (Περσηΐς), madre di Circe;
  - Petrea (Πετραίη), fonte amabile delle rocce;
  - Feno (Φαίνω);
  - Filira (Φιλύρα);
  - Frissa;
  - Pleaxure, il cui zampillo fende l'aria;
  - Pleione (Πληιόνη), madre delle Pleiadi e dea delle lumache;
  - Pluto (Πλουτώ), in salute;
  - Polidora (Πολυδώρη), bella fonte che dà molti doni all'uomo, da non confondersi con Polidoro;
  - Polife (Πολύφη);
  - Polisso o Polisso (Πολυξώ);
  - Primno (Πρυμνώ), ninfa delle acque profonde e dei pozzi;
  - Pronoia, probabilmente la stessa chiamata Esione;
  - Rodope (Ῥοδόπη), dal viso rosa;
  - Rodia (Ῥόδεια), fonte delle rose;
  - Stige (Στύξ), la più illustre e odiata di tutte;
  - Stilbe (Στίλβη);
  - Telesto (Τελεστώ), dal peplo di croco (ovvero tinto di giallo zafferano);
  - Tisoa (Θεισόα);
  - Tiche (Τύχη);
  - Toe (Θόη), la veloce;
  - Urania (Οὐρανίη), divina;
  - Xante (Ξάνθη) o Xantho;
  - Zeuso (Ζευξώ).

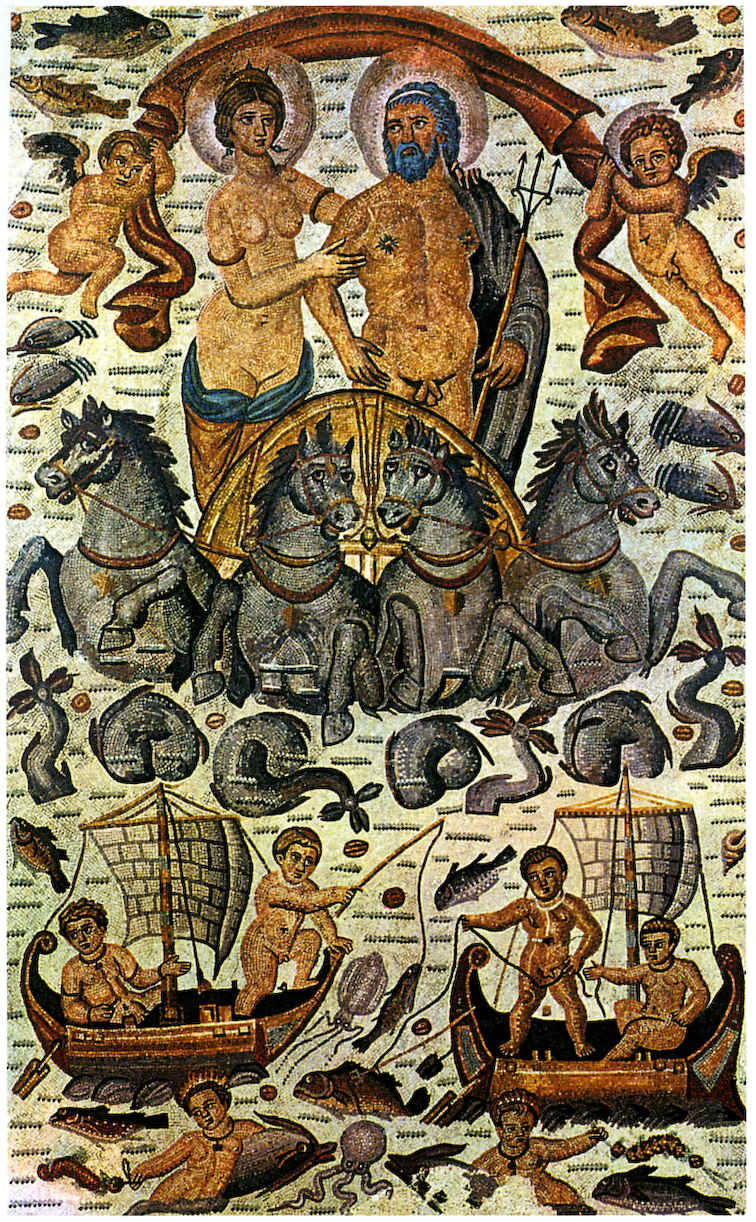
Poseidone e Anfitrite incorniciati da Eroti su una quadriga tirata da Ippocampi (Mosaico d'epoca romana ricolorato).

- Oceano (Ὠκεανός), Dio titano del fiume che circonda il mondo, fonte di tutte le acque.
- Palemone (Παλαίμων), conosciuto anche come Melicerte, giovane dio del mare, aiutava i marinai in difficoltà a tornare in porto, corrisponde al latino Portuno.
- Pegasidi (Πηγάσιδες), ninfe dei pozzi naturali, collegate a Pegaso.
- Ponto (Πόντος), dio primigenio del mare, padre dei pesci e di tutte le creature marine.
- Proteo (Πρωτεύς), vecchio dio oracolare del mare, mutaforme e pastore delle foche di Poseidone.
- Rodo, figlio di Poseidone, diede nome all'isola di Rodi.
- Scilla (Σκύλλα), dea marina mostruosa dello stretto di Messina.
- Sirene (Σειρῆνες), ninfe del mare che tentano i naviganti con i propri canti per farli naufragare:
  - Aglaope (Αγλαόπη) o Aglaofono (Ἀγλαόφωνος) o Aglaofeme (Ἀγλαοφήμη), dalla voce incantatrice;
  - Imerope (Ίμερόπη);
  - Leucosia (Λευκοσία);
  - Ligea (Λιγεία);
  - Molpe (Μολπή);
  - Partenope (Παρθενόπη);
  - Peisinoe (Πεισινόη) o Peisithoe (Πεισιθόη);
  - Raidne (Ῥαίδνη);
  - Tele (Τέλης);
  - Teltteria (Θελχτήρεια);
  - Telsiope (Θελξιόπη) o Telsiepea (Θελξιέπεια), piacevole all'occhio.
- Telchini (Τελχῖνες), spiriti del mare che abitavano l'isola di Rodi e furono quasi tutti uccisi dagli dèi perché dediti alla magia nera:
  - Atteo (Ἀκταῖος);
  - Argirone (Ἀργυρών);
  - Atabirio (Αταβύριος);
  - Calcone (Χαλκών);
  - Crisone (Χρυσών);
  - Damone (Δάμων) o Demonatte (Δημώναξ);
  - Damnameneo (Δαμναμενεύς);
  - Dessitea (Δεξιθέα);
  - Lico (Λύκος) o Litto (Λύκτος);
  - Lisagora (Λυσαγόρας);
  - Machelo (Μακελώ);
  - Megalesio (Μεγαλήσιος);
  - Mila (Μύλας);
  - Nicone (Νίκων);
  - Ormeno (Ὅρμενος);
  - Simone (Σίμων);
  - Schelmi (Σκελμίς).
- Teti (Τηθύς), dea dei titani, origine dall'acqua fresca, madre dei fiumi, delle sorgenti, dei ruscelli, delle fontane e delle nuvole.
- Talassa (Θάλασσα), dea primigenia del mare e moglie di Ponto.
- Taumante (Θαῦμας), dio delle meraviglie del mare.
- Toosa (Θόοσα), dea delle correnti e madre di Polifemo.
- Triteia (Τρίτεια), figlia di Tritone e madre con Ares di Melanippo.
- Tritone (Τρίτων), figlio di Poseidone, a capo anche di:
  - Tritoni (Τρίτωνες), spiriti dalla coda di pesce, nati da Tritone, che scortavano le barche (ricordati da Plinio).

### Divinità dell'aria e del cielo
- Acheloide (Ἀχελωΐς), dea minore della luna, che «fa passare i dolori».
- Alectrona (Ἀλέκτρονα), dea solare del mattino e del risveglio, sorella degli Eliadi.
- Anemoi (Ἄνεμοι), dèi dei venti o loro personificazione:
  - Borea (Βορέας), dio del vento freddo del nord (per i romani il Septentrio);
  - Euro (Εὖρος), dio del vento dell'est (per i romani Subsolanus) o dall'est "sfortunato" (sud-est);
  - Noto (Νότος), dio del vento del sud (per i romani Auster);
  - Zefiro (Ζέφυρος), dio del vento dell'ovest (per i romani il Favonius);
  - Anemoi Thyellai (Ἄνεμοι θύελλαι), spiriti dei venti di tempesta creati da Tifone:
    - Apeliote (Ἀφηλιώτης), dio dei venti dell'est (quando Euro è considerato da sud-est) (per i romani Apeliotus o Vulturnus);
    - Cacia (Κακíας), da nord-est (per i roman Caecius);
    - Lipi (Λίψ), dio del vento da sud-ovest (per i romani Afer ventus o vento dall'Africa);
    - Scirone (Σκείρων), dio del vento da nord-ovest (per i romani Caurus o Corus).

  - Altri dèi di venti minori:
    - Apartia (Ἀπαρκτίας), venti del nord diversi da Borea;
    - Argeste (Ἀγέστης), venti dell'ovest o da nord-ovest (o altro nome per Skeiron);
    - Circio (Κίρκιος) o Trascia (Θρασκίας), vento da nord-nord-ovest;
    - Euronoto (Εὐρονότος), dio del vento da sud-est;
    - Iapige (Ἰάπυξ), vento da nor-ovest (o altro nome di Skeiron);
    - Libonoto (Λιβόνοτος), vento da sud-sud-ovest (per i romani Austro-Africus);
    - Mese (Μέσες), altro nome di venti da nord-ovest;
    - Olimpia (Ὀλυμπίας), probabilmente lo stesso di Skeiron o Argestes;
    - Fenicia (Φοινίκας), altro nome dei venti di sud-est, specificamente provenienti dalla Fenicia.
- Apollo (Ἀπόλλων), dio olimpico del sole, della luce, della conoscenza, della musica, della cura e delle arti.
- Arche (Ἄρκη), messaggera dei titani e sorella gemella di Iride.
- Artemide (Ἄρτεμις), dea olimpica delle vergini, della luna, della natura, della caccia e degli animali selvatici.
- Astreo (Ἀστραῖος), dio titano delle stelle, dei pianeti e dell'arte dell'astrologia.
- Astra Planeti (Ἄστρα Πλανέτοι), dèi delle cinque stelle vaganti o pianeti:
  - Stilbone (Στιλβών), dio di Mercurio (Ἀστὴρ Ἡρμάων);
  - Eosforo (Ἠωσφόρος), dio di Venere, stella del mattino;
  - Espero (Ἕσπερος), dio di Venere, stella della sera;
  - Piroi (Πυρόεις), dio di Marte (Ἀστὴρ Ἄρειος);
  - Fetone (Φαέθων), dio di Giove;
  - Fenone (Φαίνων), dio di Saturno (Ἀστὴρ Κρονίων).
- Aura (Αὖρα), dea titana dell'aria fresca del mattino.
- Aure (Αὖραι), ninfe della brezza e dei venticelli.
- Caos (Χάος), l'entità primigenia che contiene tutto ma essa è nulla, a volte rappresenta l'atmosfera che circonda la terra.
- Chione (Χιόνη), dea della neve, figlia di Borea.
- Eliadi (Ἡλιάδαι), figli di Elio e Rodo:
  - Atti (Ἀκτίς);
  - Auge (Αὔγης);
  - Candalo (Κάνδαλος);
  - Cercafo (Κέρκαφος);
  - Macari (Μάκαρ) o Macareo (Μακαρεύς);
  - Ochimo (Ὄχιμος), il primogenito;
  - Tenage (Τενάγης);
  - Trinace (Θρίναξ);
  - Triope (Τρίωψ).
- Elio (Ἥλιος), dio titano del sole, guardiano dei giuramenti.
- Emera (Ἡμέρα), dea primigenia del giorno.
- Eolo (Αἴολος), dio dei venti.
- Eos (Ἠώς), dea titana dell'aurora.
- Eosforo (Ἑωσφόρος), personificazione della stella del mattino.
- Era (Ἧρα), Regina del Cielo in quanto moglie di Zeus e, in origine, Signora dei Venti; anche Dea della maternità e del parto, patrona delle donne e protettrice del matrimonio.
- Ersa (Ἒρση), dea della rugiada.
- Esperidi (Ἕσπερίδες), ninfe serali associate con la pioggia, figlie di Notte e rappresentate nella costellazione del Toro, variano da tre (più spesso) fino a sette:
  - Egle (Αἴγλη), la radiante;
  - Eritea (Ἐρύθεια) o Eriti (Ἐρύθεις), la rossa;
  - Esperetusa (Ἑσπερέθουσα), dagli occhi di bue, a volte separate in:
    - Esperia o Espera (Ἑσπέρα);
    - Aretusa (Ἀρέθουσα).

  - Altri nomi della tradizione per le esperidi:
    - Aerica;
    - Eope;
    - Anteia (Ἀντεῖα);
    - Asterope (Ἀστερόπη);
    - Calipso (Καλυψώ);
    - Crisotemi (Χρυσόθεμις);
    - Donaci;
    - Estia (Ἑστία);
    - Ippolita (Ἱππολύτη);
    - Igia (Ὑγίεια);
    - Lipara (Λίπαρα);
    - Mapsaura;
    - Mermesa;
    - Nelisa;
    - Tara (Τάρα);
    - Teti (Θέτις).
- Etere (Αἰθήρ), divinità primigenia del cielo.
- Iride (Ἴρις), dea dell'arcobaleno e dei messaggi divini.
- Nuvole (Νεφέλαι), ninfe delle nuvole.
- Notte (Νύξ), dea della notte.
- Pandia (Πανδία), figlia di Selene e Zeus.
- Fosforo (Φωσφόρος), personificazione della luce e del mattino.
- Pleiadi (Πλειάδες), dee delle omonime costellazioni:
  - Alcione (Ἀλκυόνη);
  - Celeno (Κελαινώ);
  - Elettra (Ἠλέκτρα);
  - Maia (Μαῖα);
  - Merope (Μερόπη);
  - Sterope (Στερόπη);
  - Taigete (Ταϋγέτη).
- Selene (Σελήνη), dea titana della luna.
- Urano (Οὐρανός), dio primigenio dei cieli.
- Zeus (Ζεύς), dio dei cieli e del cielo, delle nuvole, dei tuoni e dei lampi.

### Divinità dei boschi
- Etna (Αἴτνη), dea del vulcano Etna.
- Anfizionide (Ἀμφικτυονίς), dee del vino e dell'amicizia tra i popoli, a volte apparizioni di Demetra.
- Antuse (Ἀνθοῦσαι), ninfe dei fiori, con i capelli che sembrano giacinti.
- Aristeo (Ἀρισταῖος), dio della pastorizia, della produzione di olive e formaggi, della coltivazione delle api e della caccia.
- Atti (Ἄττις), giovane dio della vegetazione e paredra di Cibele.
- Britomarti (Βριτόμαρτις), dee fanciulle della caccia, della rete per la pesca, dell'uccellagione e della caccia di piccola selvaggina.
- Cabiri (Κάβειροι), divinità semi-ctonie che presiedevano i misteri delle isole Lemno e Samotracia, associati alla madre Kabeiro (Καβειρώ), a volte identificata in Rea):
  - Etneo (Αἰτναῖος);
  - Alcone (Ἀλκών);
  - Eurimedonte (Εὐρυμεδών);
  - Onne (Ὄννης);
  - Tonne (Τόννης).
- Centauri (Κένταυροι), razza di esseri mitologici metà-uomo e metà-cavallo:
  - Abante;
  - Agrio (Ἄγριος);
  - Amico (Ἄμυκος);
  - Ancio;
  - Asbolo (Ἂσβολος), veggente;
  - Astilio, dotato di arti magiche;
  - Bienore (Βιήνωρ) o Bianore (Βιάνωρ);
  - Cariclo (Χαρικλώ), moglie di Chirone;
  - Chirone (Χείρων), il più anziano e più saggio dei centauri;
  - Cillaro, bello e amato da Ilonome;
  - Ditti(Δίκτυς), presente al matrimonio di Piritoo e nella lotta contro i Lapiti;
  - Elato (Ἔλατος), ucciso da Eracle;
  - Euritione (Ευρυτιων);
  - Folo (Φόλος), ospitale e studioso di medicina;
  - Ilonome, centauro donna, innamorata di Cillaro;
  - Nesso (Νέσσος), traghettatore del fiume Eveno.
  - Perimede (Περιμήδης), da non confondere con Perimede, compagno di Odisseo.
- Cibele (Κυβέλη), dea della natura associata con Rea e venerata come Grande Madre in Frigia.
- Clori (Χλωρίς), dea dei fiori, sposa di Zefiro e madre di Carpo.
- Como (Κόμος), dio della baldoria, della rivalità e del komos.
- Coribanti (Κορύβαντες o Κουρέτες, guardiani di Zeus sul Monte Ida, a volte identificati con i Cureti o i Dattili:
  - Damneo (Δαμνεύς);
  - Ideo (Ιδαίος);
  - Cirba (Κύρβας);
  - Ocitoo (Ὠκύθοος), che corre rapidamente;
  - Primneo (Πρυμνεύς), delle aree basse;
  - Pirrico (Πύρριχος), dio delle danze rustiche.
- Corimbo (Κόρυμβος), dio della frutta e dell'edera.
- Dattili (Δάκτυλοι), dèi minori rappresentanti le dieci dita delle due mani (cinque maschi e cinque femmine), tra i cui nomi si ricordano:
  - Acmone (Ἀκμών), l'incudine;
  - Acesida o Ida (Ἴδας), il mignolo;
  - Chelmi (Κέλμις), il coltello, trasformato da Zeus in un diamante adamantino;
  - Cilleno (Κύλληνος);
  - Damnameneo (Δαμναμενεύς), il martello;
  - Dela (Δήλας);
  - Eonio o Peonio, il dito indice;
  - Epimede (Ἐπιμήδης), il dito medio;
  - Eracle (Ἡρακλῆς), il pollice, da non confondere con l'eroe Eracle;
  - Giasio o Iasios (Ἰάσιος), l'anulare;
  - Scite (Σκύθης);
  - Tizia (Τιτίας) o Tizio (Τίτιος).
- Dioniso (Διόνυσος), dio del vino, delle orge e della vegetazione selvatica.
- Driadi (Δρυάδες), ninfe delle foreste e degli alberi:
  - Amadriadi (Ἀμαδρυάδες), ninfe dei querceti o di altri alberi:
    - Egeiro, nel pioppo nero;
    - Ampelo (Ἄμπελος), nella vite;
    - Balano (Βάλανος), nella quercia;
    - Caria, nel noce, nel nocciolo o nel castagno;
    - Craneia, nel corniolo o nel ciliegio;
    - Morea, nel gelso;
    - Ptelea (Πτελεία), nell'olmo;
    - Siche, nel fico.

  - Dafne, ninfe associate all'alloro, tra le quali:
    - Dafne (Δάφνη), di cui si innamorò Apollo.

  - Altre driadi:
    - Atlanteia e Febe, due delle molte mogli e concubine di Danao;
    - Crisopeleia (Χρυσοπέλεια);
    - Driope (Δρυόπη);
    - Epimelidi (Ἐπιμελίδες) o Meliadi (Μηλίαδες), protettrici del melo;
    - Epimelidi (Ἐπιμελίδες) o Ninfe Bucole (Νυμφαι Βουκολαι), ninfe della pastorizia e della transumanza, protettrici delle greggi di pecore e delle mandrie, a volte unite alle precedenti;
    - Erato (Ἐρατώ), da non confondersi con la musa omonima. La driade era sacerdotessa e profetessa del dio Pan;
    - Euridice, l'amata del cantore Orfeo;
    - Penelope (Πηνελόπη) o Penelopeia, da non confondere con la moglie di Odisseo;
    - Figalia;
    - Piti (Πίτυς);
    - Titorea.
- Efesto (Ἥφαιστος), dio della metallurgia.
- Ermes (Ἑρμῆς) o Hermes, dio del trasporto di animali, delle vie e delle pietre di confine, protettore dei ladri.
- Gaia (Γαῖα) o Gea (Γῆ), dea primigenia della terra e del pianeta Terra.
- Ecatero (Ἑκάτερος), dio minore della danza rurale detta hekateris, svolta muovendo velocemente le mani e per conseguenza protettori dei giochi e delle abilità delle mani.
- Iperboree (Νύμφαι Ὑπερβόρειοι), ninfe del tiro con l'arco:
  - Ecaerge (Ἑκαέργη), rappresentante la distanza;
  - Losso (Λοξώ), rappresentante la traiettoria;
  - Upi (Οὖπις), rappresentante l'intenzione.
- Menadi (Μαινάδες), donne dedite alla frenesia per invasamento di Dioniso (dette anche Baccanti da Bacco):
  - Mete (Μέθη), ninfa dell'ubriachezza;
  - Miniadi (Μινυάδες), figlie di Minia che rifiutarono Dioniso:
    - Alcatoe o Alcitoe;
    - Arsippe;
    - Leucippe (Λευκίππη).
- Meliadi (Μελίαι), ninfe del miele e del frassino.
- Menta (Μίνθη), ninfa del passaggio agli inferi, sul monte omonimo.
- Ore (Ὧραι o Ὧρες), le ore:
  - Dee dell'ordine naturale:
    - Eunomia (Εὐνομία), spirito del buon ordine, della legalità e della primavera lungo i prati della pastorizia;
    - Dike (Δίκη), spirito della giustizia e della crescita primaverile;
    - Eirene (Εἰρήνη), spirito della pace e dea della primavera.

  - Dee della fioritura:
    - Tallo (Θαλλώ), dea dei germogli, a volte identificata con Eirene;
    - Auso o Auxo (Αὐξώ), dea della fioritura;
    - Carpo (Καρπώ), dea dei frutti della terra (assimilabile forse alla romana Pomona).

  - Dee del benessere:
    - Ferusa (Φέρουσα), dea della sostanza;
    - Euporie (Εὐπορίη), dea dell'abbondanza;
    - Ortosia (Ὀρθοσίη), dea della prosperità.

  - Dee delle stagioni:
    - Primavera (Εἶαρ);
    - Estate (Θέρος);
    - Autunno (Φθινόπωρον);
    - Inverno (Χειμών).

  - Dee delle porzioni naturali del tempo e della scansione del giorno:
    - Auge (Αὐγή), prima luce del mattino;
    - Anatole (Ἀνατολή) o Anatolia (Ανατολία), alba;
    - Musica (Μουσική), ora del mattino dedicata alla musica o allo studio;
    - Ginnastica (Γυμναστική) o Ginnasia (Γυμνασία), ora del mattino dedicata alla ginnastica e all'esercizio fisico;
    - Ninfe (Νυμφή), ora del mattino dedicata al lavarsi;
    - Mesembria (Μεσημβρία), mezzogiorno;
    - Sponde (Σπονδή), ora delle libagioni pomeridiane;
    - Elete, prima ora del lavoro pomeridiano, dedicata alla preghiera;
    - Acte (Ἀκτή) o Cipride (Κυπρίς), ora pomeridiana del piacere e della nutrizione (riposo o merenda);
    - Esperide (Έσπερίς), ora della sera;
    - Disi (Δύσις), ora del tramonto;
    - Arcto (Ἄρκτος), ora della notte stellata.
- Oreadi (Ὀρεάδες) o Orestiadi (Όρεστιάδες), ninfe delle montagne e delle valli, secondo il luogo che abitavano, tra queste:
  - Aroanee, sul Monte Aroania;
  - Calatonie, sul monte Calazio, in Messenia, tra cui:
    - Claea.

  - Cillenee, sul monte Cillene, tra cui:
    - Cillene.

  - Cisse, sul monte Cisso;
  - Citeronee, sul monte Citerone, tra cui:
    - Citeronidi, gruppo di ninfe ricordate da Pausania;
    - Eco (Ἠχώ), ninfa innamorata di Narciso, condannata a non parlare più, se non per ripetere ciò che ha appena sentito;
    - Sfragitidi, gruppo di ninfe anch'esse ricordate da Pausania.

  - Coricee, in una grotta del Parnaso, tra cui:
    - Coricia, amata da Apollo.

  - Dittee, sul monte Ditte, tra cui:
    - Adrastea (Ἀδράστεια), nutrice di Zeus nella grotta di Psychro.

  - Idee, sul monte Ida, tra cui:
    - Adrasteia (Ἀδράστεια), l'inevitabile;
    - Cinosura (Κυνοσούρα);
    - Elice (Ἑλίκη);
    - Ida (Ἴδη).

  - Malie (Μαλιεῖς), sul monte Otri, tra cui:
    - Otreide (Ὀθρηίς).

  - Nomee, sul monte Nomia, in Arcadia, tra cui:
    - Nomia (Νομία).

  - Olonee, sul monte Erimanto o Olono (Ὠλονός);
  - Peliadi, sul monte Pelio;
  - Penteliche, sul monte Pentelico;
  - Sinoe, sul monte Sinoe, in Arcadia, tra cui:
    - Sinoe (Σινόη).
- Uri (Οὖροι), dèi primigeni delle montagne:
  - Etna (Αἶτνα);
  - Ato (Ἄθος);
  - Elicone (Ἑλικών);
  - Citerone (Κιθαιρών);
  - Niso (Νῦσος);
  - Olimpo (Ὄλυμπος), due dèi;
  - Orio (Ὂρειος);
  - Parne (Πάρνης);
  - Tmolo (Τμῶλος).
- Palici (Παλικοί), coppia di divinità sicule (vicino a Palagonia), che presiedeva sorgenti termali e geyser.
- Pan (Πάν), dio dei pastori, della pastorizia e della fertilita.
- Potamidi (Ποταμίδες), altro nome delle ninfe acquatiche o naiadi.
- Potamoi (Ποταμοί), fiumi divinizzati o personificati, tra i molti dei quali:
  - Acheloo (Ἀχέλους);
  - Acheronte (Ἀχέρων), fiume dell'aflissione;
  - Aci (Άκις);
  - Alfeo (Ἀλφειός);
  - Egeo (Αἰγαῖος);
  - Esaro (Αἶσαρ), in Etruria;
  - Aliacmone (Ἁλιάκμων);
  - Anapo (Ἄναπος);
  - Aras (Ἀράξης);
  - Arno (Ἄρνος);
  - Asopo (Ἄσωπος);
  - Assio (Ἀξιός);
  - Bricone (Βρύχων);
  - Cladeo (Κλάδεος);
  - Clitunno, più nella mitologia romana;
  - Cocito (Kωκυτός), fiume dei lamenti;
  - Crati (Κράτος), fiume della potenza;
  - Crimiso o Crinisus, ricordato da Virgilio;
  - Enipeo (Ἐνιπεύς);
  - Eridano (Ἠριδανός);
  - Erimanto (Ἑρύμανθος);
  - Esepo (Ἀσωπός);
  - Eufrate (Εὐφράτης);
  - Eurota (Εὐρώτας);
  - Eveno (Εὐηνός);
  - Flegetonte (Φλεγέθων), fiume del fuoco;
  - Gange (Γάγγης);
  - Granico (Γρανικός);
  - Evro (Ἒβρος);
  - Ermo (Ἕρμος), in Anatolia;
  - Idaspe (Ὑδάσπης);
  - Lete (Λήθη), di genere femminile, fiume dell'oblio;
  - Peneo (Πηνειός);
  - Saona (Σόν);
  - Scamandro (Σκάμανδρος);
  - Simoenta (Σιμόεις);
  - Stige (Στύξ), fiume degli inferi.
- Onocentauri (Ὀνοκένταυροι), figure tarde associate ai centauri ma con corpo di asino.
- Priapo (Πρίαπος), dio della fertilità e della forza sessuale maschile.
- Rea (Ῥέα), grande madre e regina delle montagne selvatiche.
- Satiri (Σάτυροι), spiriti rustici della fertilità:
  - Ampelo (Ἄμπελος), giovane satiro amato da Dioniso;
  - Argio (Ἄργιος), che assalì Amimone al fiume Lerna;
  - Aristeo (Ἀρισταῖος), giovane pastore che coltivava erbe mediche e badava alle api;
  - Cercopi (Κέρκοπες), due fratelli imbroglioni a sembianza di scimmie:
    - Acmone (Ἀκμών);
    - Passalo (Πάσσαλος).

  - Cisso (Κίσσος), l'edera;
  - Croto (Κρότος), grande cacciatore e musicista che teneva compagnia alle muse sul monte Elicona, si racconta che inventò l'applauso;
  - Ermeidi (Σάτυροι Ἑρμεῖδες), messaggeri di Dioniso:
    - Ferespondo (Φερέσπονδος);
    - Lico (Λῦκος), il lupo;
    - Pronomo (Πρόνομος), il nomade.

  - Etiopi (Σάτυροι Αἰθιοπικοί), tribù violenta etiope lungo le coste del Nilo;
  - Guerrieri di Dioniso contro gli Indiani, erano 14:
    - Gemone (Γέμων);
    - Ipsicero (Ὑπσικέρως);
    - Lami (Λαμίς);
    - Lenobio (Ληνόβιος);
    - Licone (Λυκών);
    - Napeo (Ναπαῖος);
    - Estro (Οἶστρος);
    - Oreste (Ὀρέστης);
    - Petreo (Πετραῖος);
    - Fereo (Φερεύς);
    - Flegreo (Φλεγραῖος);
    - Poimenio (Ποιμένιος);
    - Scirto (Σκίρτος);
    - Tiaso (Θίασος).

  - Lemnio (Λέμνιος), sarito leggendario dell'isola di Lemno;
  - Libici (Σάτυροι Λίβυες), tribù africana;
  - Nesii (Σάτυροι Νέσιοι), tribù di satiri naviganti da una costa africana detta Satiride;
  - Titiri (Τίτυροι), satiri che suonavano il flauto alla corte di Dioniso.
- Sileni (Σειληνοί), figli di Pan e di una ninfa, dall'aspetto di vecchi e associati alle danze intorno alla vendemmia e ai torchi del vino, a volte confusi con i satiri:
  - Astreo (Ἀστραῖος), sileno;
  - Leneo (Ληνεύς), beniamino di Dioniso;
  - Marsia (Μαρσύας), primo mitico suonatore di flauto;
  - Pirrico (Πύρριχος), dalle danze contorte.
- Telete (Τελέτη), dea che iniziava alle orge, figlia di Dioniso e Nicea.
- Zagreo (Ζαγρεύς), prima incarnazione di Dioniso nei misteri orfici.

### Divinità agricole
- Adone (mitologia) (Ἄδωνις), a ciclo di risurrezione;
- Afaia (Ἀφαῖα), dea minore dell'agricoltura e della fertilità;
- Carme (Κάρμη), spirito femminile cretese che presiedeva le feste dei raccolti;
- Carmanore (Καρμάνωρ), dio cretese della mietitura;
- Crisotemi (Χρυσόθεμις), dea prima vincitrice dei giochi pitici, cantando un inno ad Apollo;
- Ciamite (Κυαμίτης), dea minore dei legumi;
- Demetra (Δημήτηρ), dea dell'agricoltura, del grano, della fertilità e dei raccolti;
- Despina (Δεσποίνη) o Kore, dea dei misteri di Arcadia, figlia di Poseidone e Demetra;
- Dioniso (Διόνυσος), dio della viticoltura e del vino;
- Eunosto (Εὔνοστος), dea del mulino e della farina;
- Estia (Ἑστία), dea domestica e del focolare, presiedeva alla cottura del pane e all'alimentazione umana;
- Persefone (Περσεφόνη), regina dell'aldilà, dea delle sorgenti d'acqua;
- Filomelo (Φιλόμελος), semi-dio mitico inventore del carro e dell'aratro;
- Pluto (Πλοῦτος), dio dell'abbondanza agricola, figlio di Demetra;
- Trittolemo (Τριπτόλεμος), dio dell'allevamento e dell'agricoltura, si dice che li portò in Grecia.

### Divinità della salute
- Apollo, dio della cura e della medicina, e suo figlio:
  - Asclepio (Ἀσκληπιός), dio degli infermi, e le sue figlie:
    - Acheso (Ἀκεσώ), dea della guarigione delle ferite e della cura delle malattie;
    - Egle (Αἴγλη), dea della buona salute;
    - Epione (Ἠπιόνη), dea lenitiva del dolore;
    - Igea (Ὑγεία), dea della pulizia e della derivante buona salute;
    - Iaso (Ἰασώ), dea delle cure, dei rimedi e dei modi in cui curare;
    - Panacea (Πανάκεια), dea della guarigione per mezzo dell'erboristeria.

  - Macaone (Μαχάων), semi-dio medico leggendario che curò Menelao;
  - Podalirio (Ποδαλείριος), semi-dio medico leggendario, fratello del precedente, che curò la figlia di Dameto;
  - Telesforo (Τελεσφόρος), semi-dio delle convalescenze.

### Altre divinità
- Acratopote (Ἀκρατοπότης), dio del vino non mescolato.
- Adrastea (Ἀδράστεια), figlia di Ares e Afrodite, o altro nome di Nemesi.
- Agdistis (Ἄγδιστις), divinità ermafrodita.
- Alessiare e Aniceto (Ἀλεξιάρης e Ἀνίκητος), figli gemelli di Eracle che difesero città fortificate, rendendole inconquistabili.
- Afrodito (Ἀφρόδιτος), corrispondente ermafrodita cipriota di Afrodite.
- Arione (Ἀρίων), cavallo immortale.
- Arpocrate (Ἁρποκράτης), dio del silenzio.
- Astrea (Ἀστραία), dea vergine della giustizia.
- Auxesia (Αὐξησία) e Damia (Δαμία), dee della fertilità in Argo.
- Ceraone (Κεράων), semi-dio del pasto, in particolare se mescolato con il vino.
- Criso (Χρύσος), spirito dell'oro.
- Circe (Κίρκη), dea-strega incantratrice.
- Demoni Ceramici (Δαίμονες Κεραμικοί), cinque spiriti malevolenti che rovinano i vasi agli artigiani:
  - Sintribo (Σύντριβος), che frantuma;
  - Smarago (Σμάραγος), che ammacca;
  - Asbeto (Ἄσβετος), che brucia durante la cottura;
  - Sabatte (Σαβάκτης), che distrugge;
  - Omodamo (Ὠμόδαμος), che non cuoce abbastanza.
- Dipneo (Δειπνεύς), semi-dio della preparazione del pasto, in particolare del pane e delle cose cotte al forno.
- Eresione (Εἰρεσιώνη), personificazione del ramo d'olivo.
- Enialio (Ἐνυάλιος), dio minore della guerra.
- Ermafrodito (Ἑρμάφρόδιτος), dio degli ermafroditi e degli uomini effeminati.
- Eubuleo (Εὐβουλεύς), dio misterico dei misteri eleusini.
- Grazie o Cariti (Χάριτες), dee del fascino, della bellezza, della natura, della creatività umana e della fertilità:
  - Aglaia (Ἀγλαΐα), dea della bellezza per ornamento, dello splendore e della gloria;
  - Eufrosine (Εὐφροσύνη), dea della bellezza per buon umore, gioia, ilarità e allegria;
  - Talia (Θάλεια), dea della bellezza festiva, delle celebrazioni, dei banchetti ricchi e lussuriosi;
  - altre Grazie ricordate:
    - Antea (Ἀνθεῖα), dei fiori e degli addobbi floreali;
    - Auxo (Αὐξώ), la crescente;
    - Calli (Καλλείς), la bellezza;
    - Cleta (Κλήτα), l'invocata;
    - Egemone (Ἡγεμόνη), colei che procede;
    - Eudaimonia (Εὐδαιμονία), la felicità;
    - Eutimia (Εὐθυμία), il buon umore;
    - Faenna (Φαέννα), la lucente;
    - Pasitea (Πασιθέα), del riposo e del rilassamento, moglie di Ipno;
    - Paidia (Παιδία), del gioco e del diventimento;
    - Pandaisia (Πανδαισία), del banchetto per tutti;
    - Pannichi (Παννυχίς), della festa che dura tutta la notte.
- Icnea (Ἰχναῖα), dea dell'inseguimento.
- Ilizia (Εἰλείθυια), dea del parto.
- Imeneo (Ὑμέναιος), dio del matrimonio e delle festività per sposalizio.
- Ince (Ἰύνξ), dea del fascino amoroso.
- Mattone (Μάττων), semi-dio del pasto, in particolare della riuscita dell'impasto.
- Muse (Μοῦσαι), dee della musica, del canto, della danza, dell'ispirazione poetica (corrispondenti più o meno alle romane Camene):
  - Muse titane, figlie di Urano e Gea:
    - Aede (Ἀοιδή), musa del canto;
    - Arche (Ἀρχή), musa delle origini;
    - Melete (Μελέτη), musa della meditazione e dell'esercizio mentale;
    - Mneme (Μνήμη), musa della memoria;
    - Telsinoe (Θελξινόη), musa che affascina la mente.

  - Muse olimpiche, figlie di Zeus e Mnemosyne:
    - Calliope (Καλλιόπη), musa della poesia epica;
    - Clio (Κλειώ), musa della storia;
    - Euterpe (Εὐτέρπη), musa della musica e della poesia lirica;
    - Erato (Ἐρατώ), musa della poesia corale;
    - Melpomene (Μελπομένη), musa della tragedia teatrale;
    - Polimnia (Πολυμνία o Πολύμνια), musa della poesia sacra;
    - Tersicore (Τερψιχόρη), musa della danza e della lirica corale;
    - Talia (Θάλεια), musa della commedia e della poesia bucolica;
    - Urania (Οὐρανία), musa dell'astronomia;

  - Muse successive, figlie di Apollo:
    - Cefisso (Κεφισσώ);
    - Apollonide (Ἀπολλωνίς);
    - Boristenide (Βορυσθενίς).

  - Ipate (Ὑπάτη), musa della corda superiore della lira;
  - Mese (Μέση), musa della corda mediana della lira;
  - Nete (Νήτη), musa della corda inferiore della lira.
  - Polimatea (Πολυμάθεια), musa della conoscenza.
- Palestra (Παλαίστρα), dea della lotta libera.
- Rapso (Ῥαψώ), dea minore o ninfa il cui nome si riferisce all'atto di cucire.

## Mortali

### Semidèi
- Achille (Ἀχιλλεύς), eroe della guerra di Troia.
- Eaco (Αἰακός), talmente giusto che gli vennero date le chiavi dell'Ade e giudicò i morti.
- Eolo (Αἴολος), re della Tessaglia reso immortale da Zeus e divenuto dio dei venti.
- Anfiarao (Ἀμφιάραος), eroe della guerra dei Sette contro Tebe, diventato dopo la morte spirito oracolare.
- Arianna (Αριάδνη), principessa cretese diventata moglie immortale di Dioniso.
- Aristeo (Ἀρισταῖος), eroe reso immortale dalle proprie invenzioni nell'apicoltura, nella produzione del formaggio, nella coltivazione dell'olivo e altre cose legate alla pastrorizia e alla caccia.
- Asclepio (Ἀσκληπιός), medico, corrispondente al romano Esculapio (Aesculapius).
- Atti (Ἄττις), consorte di Cibele, per cui gli venne garantita immortalità.
- Bolina (Βολίνα), donna mortale trasformata in ninfa da Apollo.
- Dioscuri (Διόσκουροι), gemelli divini:
  - Castore (Κάστωρ)
  - Polluce (Πολυδεύκης).
- Endimione (Ἐνδυμίων), amante di Selene, cui venne dato il sonno eterno per non invecchiare né morire.
- Ganimede (Γανυμήδης), bel principe troiano, preso da Zeus per farlo diventare coppiere degli dèi.
- Glauco (Γλαῦκος), dio dei pescatori, reso immortale dopo aver mangiato un'erba magica.
- Emitea (Ἡμιθέα), detta anche Molpadia, e Parteno (Παρθένος), principesse dell'isola di Nasso che si gettarono in mare per sfuggire la furia del padre Stafilo. Salvate da Apollo che le trasformò in semi-dee.
- Eracle (Ἡρακλῆς), eroe asceso.

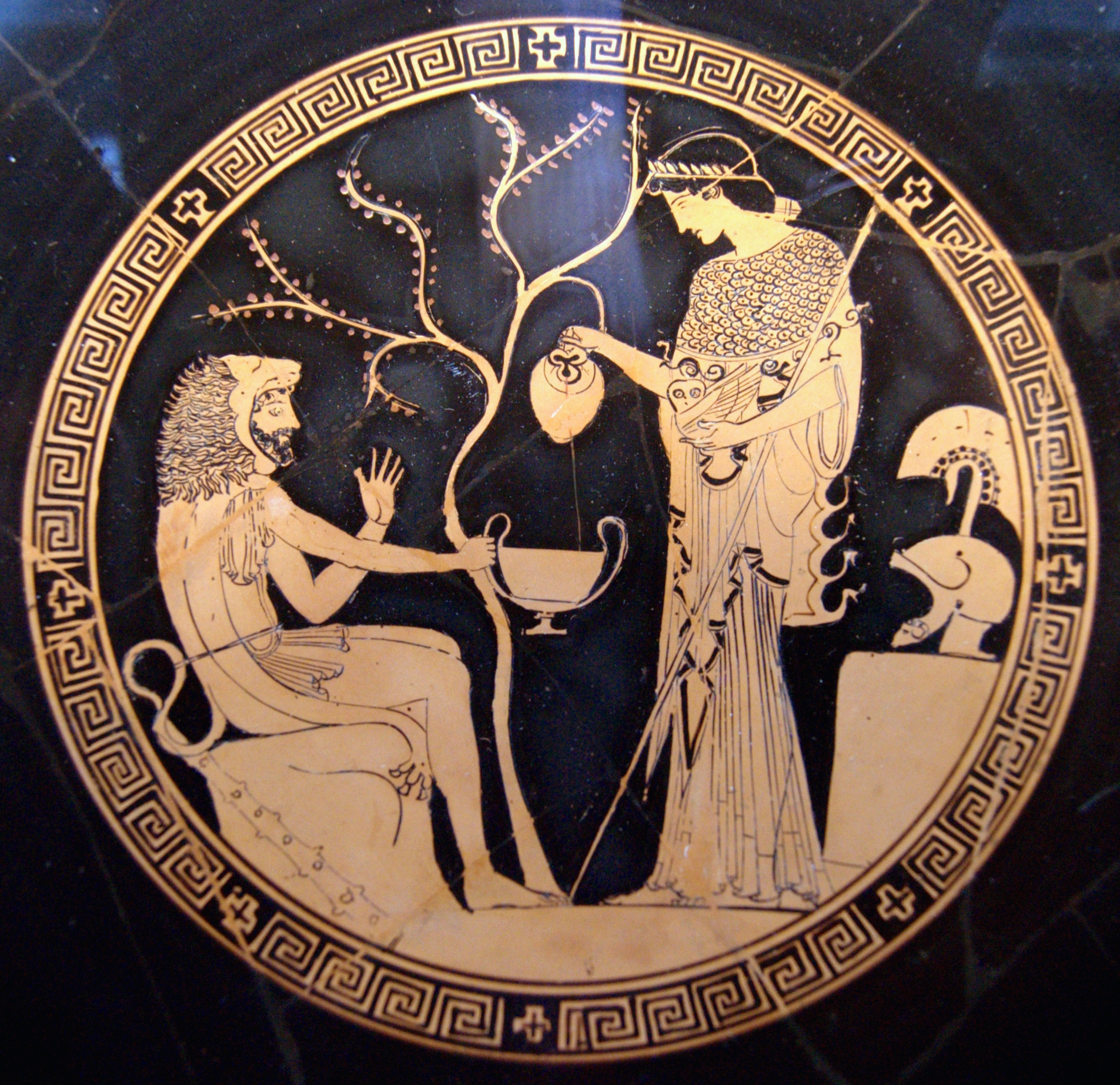
Atena versa da bere a Eracle, il quale indossa la pelle del Leone di Nemea.

- Lampsace (Λαμψάκη), principessa semi-storica eponimo di Lampsaco, onorata come dea.
- Minosse (Μίνως), re di Creta diventato giudice dei morti.
- Ino (Ἰνώ), principessa tebana che divenne la dea del mare Leucotea.
- Leucippidi (Λευκιππίδες), mogli dei Dioscuri:
  - Febe (Φοίβη), moglie di Polluce;
  - Ilaera (Ἱλάειρα), moglie di Castore.
- Orizia (Ὠρείθυια), principessa ateniese resa da Borea dea dei venti di montagna.
- Palemone (Παλαίμων), o Melicerte, principe tebano divenuto dio del mare con sua madre Ino.
- Filonoe (Φυλονόη), figlia di Tindaro e Leda, resa immortale da Artemide.
- Psiche (Ψυχή), dea dell'anima.

### Eroine
- Alcesti (Ἄλκηστις), figlia di Pelia e moglie di Admeto, nota per la fedeltà al marito.
- Amimone (Ἀμυμώνη), una delle figlie di Danao che rifiutò di uccidere il marito e per questo identificata o paragonata a Ipermnestra (Υπερμνήστρα).
- Andromaca (Ἀνδρομάχη), moglie di Ettore.
- Andromeda (Ἀνδρομέδα), moglie di Perseo, poi diventata la costellazione omonima.
- Antigone (Ἀντιγόνη), figlia di Edipo e Giocasta.
- Aracne (Ἀράχνη), un'abile tessitrice trasformata in ragno da Atena.
- Arianna (Ἀριάδνη), figlia di Minosse re di Creta che aiutò Teseo a sconfiggere il minotauro e divenne moglie di Dioniso.
- Atalanta (Ἀταλάντη), eroina e veloce cacciatrice che partecipò alla caccia del cinghiale calidonio.
- Briseide (Βρισηίς), una principessa di Lirnesso, presa da Achille come preda di guerra.
- Cassandra (Κασσάνδρα), principessa di Troia condannata a prevedere il futuro ma a non essere creduta.
- Cassiopea (Κασσιόπεια), regina etiope e madre di Andromeda.
- Cenide (Καινίς), donna che fu trasformata in uomo e divenne un guerriero (archetipo di transessualità).
- Clitennestra (Κλυταιμνήστρα), sorella di Elena e moglie infedele di Agamennone.
- Danae (Δανάη), madre di Perseo che ebbe da Zeus.
- Deianira (Δηϊάνειρα), terza moglie di Eracle e sua omicida involontaria.
- Ecuba (Ἑκάβη), moglie di Priamo e madre dei loro 19 figli.
- Elena (Ἑλένη), figlia di Zeus e Leda, il cui rapimento generò la guerra di Troia.
- Elettra (Ἠλέκτρα), figlia di Agamennone e Clitennestra, aiutò il fratello Oreste nella vendetta contro la madre per la morte del padre.
- Ermione (Ἑρμιόνη), figlia di Menelao ed Elena, moglie di Neottolemo e poi di Oreste, con cui ebbe Tisameno.
- Europa (Εὐρώπη), donna fenicia rapita da Zeus.
- Fedra (Φαίδρα), figlia di Minosse e moglie di Teseo.
- Giocasta (Ἰοκάστη), madre e moglie di Edipo.
- Gorgofone (Γοργοφόνη), figlia di Perseo e Andromeda, nella leggenda prima donna a risposarsi da vedova.
- Ifigenia (Ἰφιγένεια), figlia di Agamennone e Clitennestra, sacrificata ad Artemide.
- Ismene (Ἰσμήνη), sorella di Antigone, Eteocle e Polinice.
- Medea (Μήδεια), maga e moglie di Giasone, la quale uccise due propri figli per punire l'infedeltà di lui.
- Medusa (Μέδουσα), donna mortale trasformata in gorgone da Atena.
- Niobe (Νιόβη), figlia di Tantalo che si inorgoglì di superbia sfidando Latona, per cui Artemide e Apollo le uccisero i 14 figli.
- Pandora (Πανδώρα), la prima donna creata.
- Penelope (Πηνελόπεια o Πηνελόπη), moglie fedele di Odisseo.
- Polissena (Πολυξένη), figlia più giovane di Priamo sacrificata al fantasma di Achille.
- Semele (Σεμέλη), madre mortale di Dioniso.
- Tracia (Θρᾴκη), eponima della Tracia figlia di Oceano, sorella di Europa.

### Veggenti e indovini
- Anfiloco (Ἀμφίλοχος).
- Anio (Ἄνιος), figlio di Apollo che profetizzò che la guerra di Troia sarebbe stata vinta nel suo decimo anno.
- Branco (Βράγχος), altro figlio (od amante) di Apollo.
- Calcante (Κάλχας), veggente argivo che aiutò i greci durante la guerra di Troia.
- Carno, veggente dell'Acarnania e amante di Apollo.
- Caria, veggente e amante di Dioniso.
- Cassandra (Κασσάνδρα), principessa troiana che fu maledetta: conosceva il futuro ma non era creduta.
- Celeno ;regina delle arpie, sulle strofadi, aveva il potere di prevedere il futuro.
- Ennomo (Ἔννομος), veggente misiano ucciso da Achille durante la guerra di Troia.
- Eleno (Ἕλενος), fratello gemello di Cassandra, indovino e poi re dell'Epiro.
- Aliterse (Ἁλιθέρσης), veggente di Itaca che predisse alle cucitrici di Penelope il ritorno di Odisseo.
- Iamo (Ἴαμος), figlio di Apollo con il dono della profezia, fondò la dinastia degli Iamidai.
- Idmone, veggente che navigò a seguito degli Argonauti.
- Manto (Μαντώ), figlia di Tiresia.
- Melampo (Μελάμπους), leggendario guaritore, indovino e re di Argo.
- Mopso (Μόψος) – indovino, figlio di Ampice e Cloride, che partecipò alla spedizione degli Argonauti.
- Mopso (Μόψος) – indovino, figlio di Apollo (o Racio) e Manto
- Polido (Πολύιδος), veggente di Corinto che riportò in vita Glauco.
- Telemo (Τήλεμος), indovino che predisse che Polifemo sarebbe stato accecato da Odisseo.
- Teoclimeno (Θεοκλύμενος), indovino che vive alla corte di Penelope.
- Tiresia (Τειρεσίας), celebre indovino cieco di Tebe.

### Amazzoni (figlie di Ares)

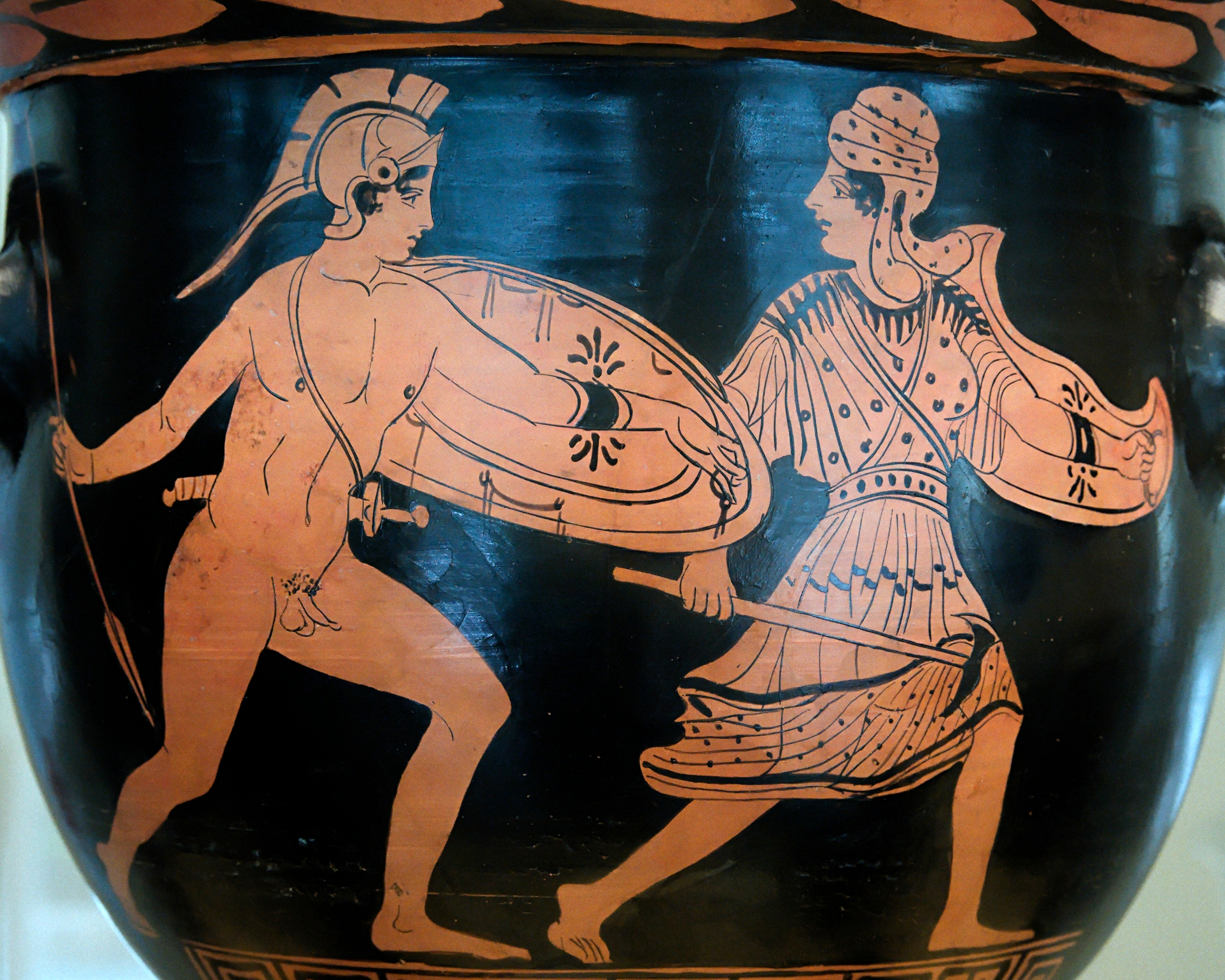
Achille e Pentesilea (Ceramica lucana, tardo V sec. a.C.)

- Egea, regina delle amazzoni (Ἀμαζόνες), donne guerriere mitiche;
- Aella (Ἄελλα), uccisa da Eracle;
- Alcibia (Ἀλκιβίη), uccisa da Diomede;
- Alcippe (Ἀλκίππη), uccisa da Eracle;
- Antandra (Ἀντάνδρη), uccisa da Achille;
- Antibrote (Ἀντιβρότη), uccisa da Achille;
- Antioche (Ἀντιόχη), ricordata da Igino;
- Antiope (Ἀντιόπη), figlia di Ares, regina delle Amazzoni;
- Antrobota;
- Areto (Ἀρετώ);
- Armotoe, dagli occhi neri;
- Asteria (Ἀστερία), uccisa da Eracle;
- Bremusa (Βρέμουσα), uccisa da Idomeneo;
- Celeno (Κελαινώ), uccisa da Eracle;
- Cleta (Κλήτα), la famosa, nutrice di Pentesilea;
- Clonia (Κλονίη), la tumultuosa;
- Deianira (Δηιάνειρα), colei che combatte gli uomini, uccisa da Eracle;
- Derimacheia, uccisa da Diomede;
- Derinoe (Δερινόη), ricordata da Quinto Smirneo;
- Diossippe, ricordata da Igino;
- Euripila (Εὐρυπύλη), capo delle amazzoni che assalirono Babilonia;
- Ippotoe (Ἱπποθόη), uccisa da Achille;
- Ifito (Ἰφιτώ);
- Ippolita (Ἱππολύτη), regina della amazzoni, figlia di Ares;
- Lampedo (Λαμπεδώ), dalla torcia, regnò con sua sorella Marpesia;
- Lisippa (Λυσίππη);
- Marpesia (Μαρπεσία), regnò con la sorella Lampedo;
- Melanippe (Μελανίππη), altra sorella di Antiope e Ippolita;
- Molpadia (Μολπαδία), uccise probabilmente Antiope;
- Mirina (Μύρινα), regina della amazzoni;
- Orizia (Ὠρείθυια); regina della amazzoni;
- Otrera (Ὀτρήρα), regina delle amazzoni, madre di Ippolita;
- Pantariste (Πανταρίστη), amazzone che aiutò Ippolita contro Eracle;
- Pentesilea (Πενθεσίλεια), regina della amazzoni che combatté alla guerra di Troia contro i greci;
- Polemusa (Πολεμοῦσα), uccisa da Achille;
- Talestri (Θάληστρις), ricordata nel Romanzo di Alessandro.